# Asado

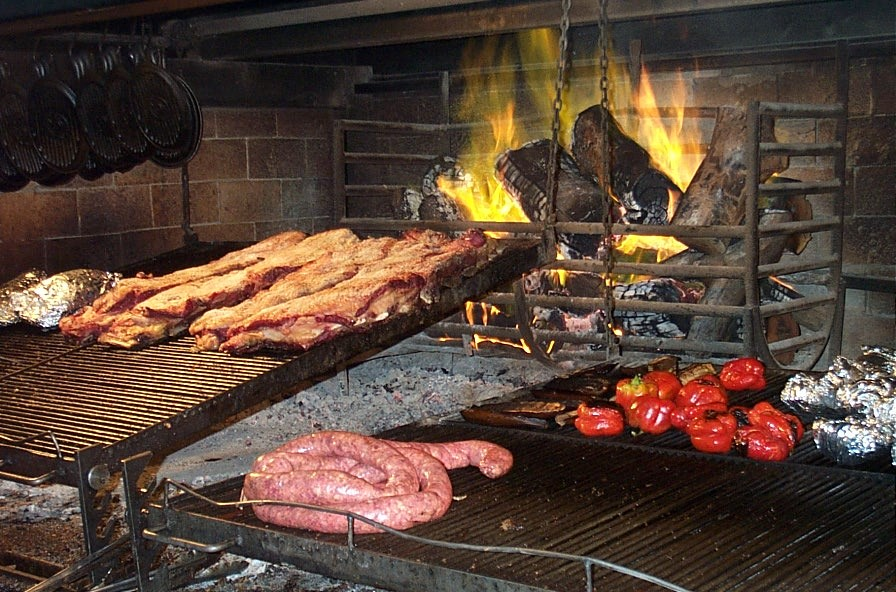
Asado rioplatense con achuras.

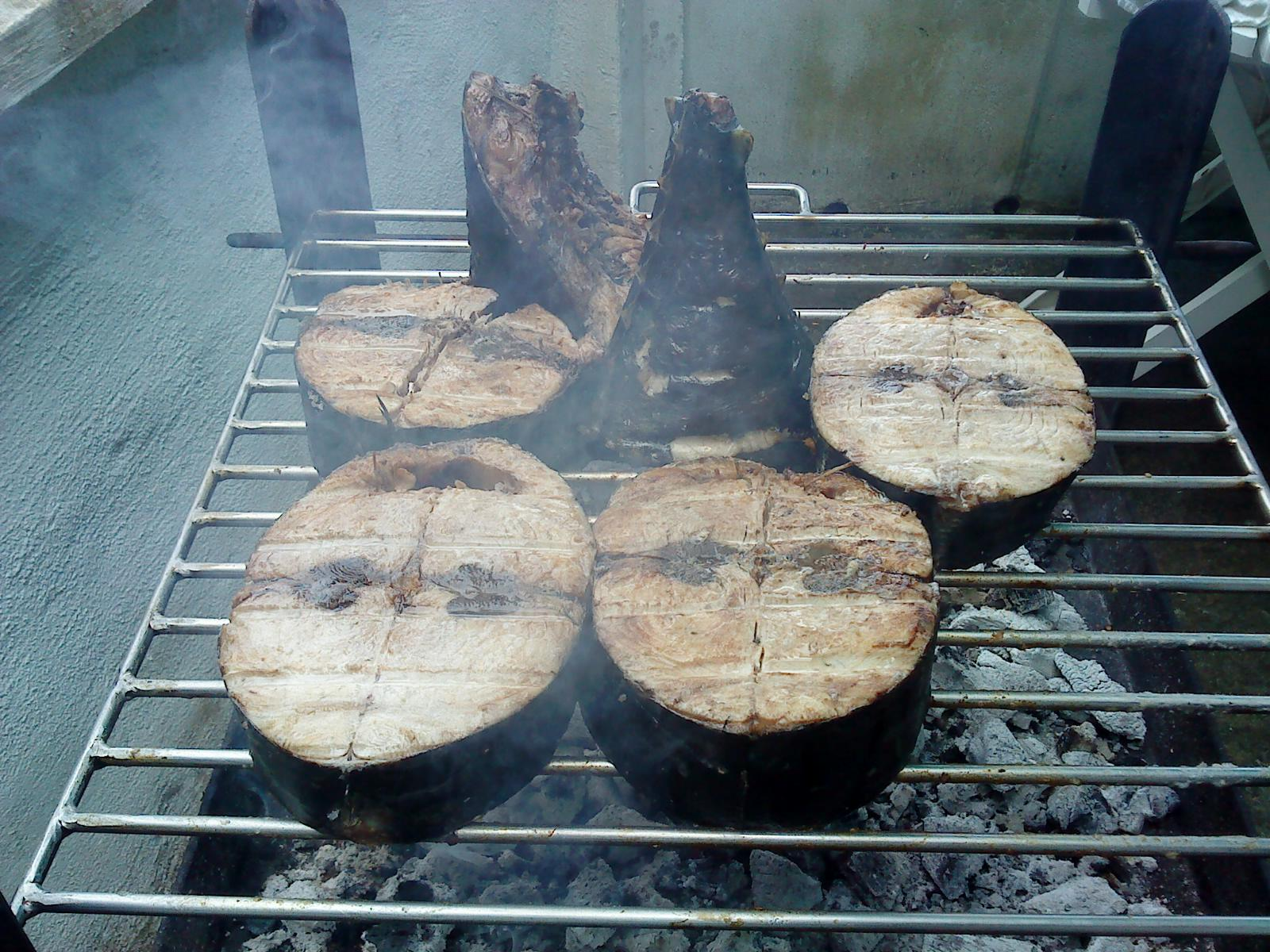
Asado de pescado, típico del norte de España.

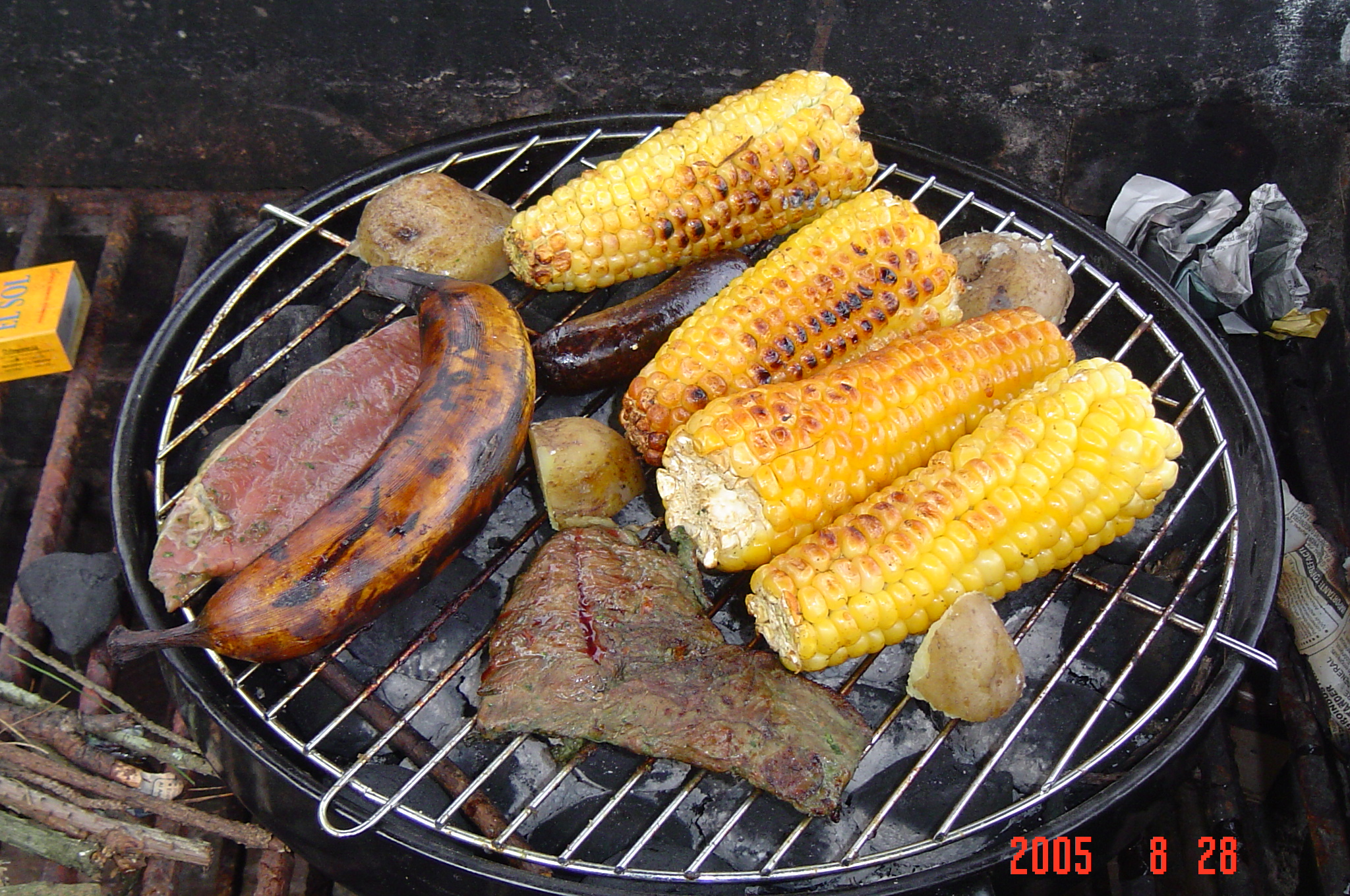
Tradicional asado colombiano al carbón.

El asado, barbacoa, parrilla o parrillada es una técnica de cocción mediante la cual los alimentos (generalmente cortes de carne) son expuestos al calor de fuego o brasas para que se cocinen lentamente. El calor se transmite gradualmente al alimento, que por lo general está suspendido sobre el fuego o cerca de las brasas. El fuego se logra a partir de carbón vegetal o de madera, aunque hay también parrillas de gas. Las maderas más usadas son maderas duras como las de roble, mezquite, quebracho o coronilla, que arden a temperaturas altas y por un tiempo prolongado. Si bien la carne más empleada es la carne vacuna, también se asa carne de cerdo, de cordero, cabrito, pescado, pollo, langostinos y diversos embutidos.

## Métodos
Un método frecuente de preparar un asado es el de la parrilla, donde las carnes se cocinan horizontalmente. Sin embargo, también es posible asar mediante otros métodos. Otro utensilio usado para asar es el espiedo, un asta o pica metálica en la que se pinchan los alimentos. Puede utilizarse un espiedo grande para asar un animal entero (cordero, cerdo, vaca) o espiedos pequeños para asar pollos o trozos de carne. Existen espiedos mecánicos que giran por medio de un motor, tanto sobre el fuego o la brasa como dentro de un horno.
Una variante del método del espiedo es el «asado a la cruz» o «a la estaca». Las carnes se disponen al aire libre sobre las brasas de modo vertical sostenidas por un armazón que suele tener forma de cruz. En el sur de Argentina, un modo de asado a la cruz es el chiporro o asado de cordero patagónico. Con el método del espiedo en cruz también se realiza el llamado «asado con cuero», característico de la tradición gaucha. El cuero le otorga un sabor característico a la carne y evita se seque. La cocción lleva varias horas con brasa a fuego lento para que el cuero no se queme.
Otro método de cocción muy utilizado en el sur de Chile es el asado al palo. Este consiste en atravesar al animal (por lo general en partes) con un palo largo y hacerlo girar lentamente sobre las brasas. Lo más típico es el asado de cordero al palo.
En España la técnica del asado es muy tradicional. Además de carne, se asan también pescados y verduras, va desde el tradicional asado castellano al horno (generalmente sobre cazuela de barro), hasta los espetos de pescado de la costa levantina.

## Particularidades

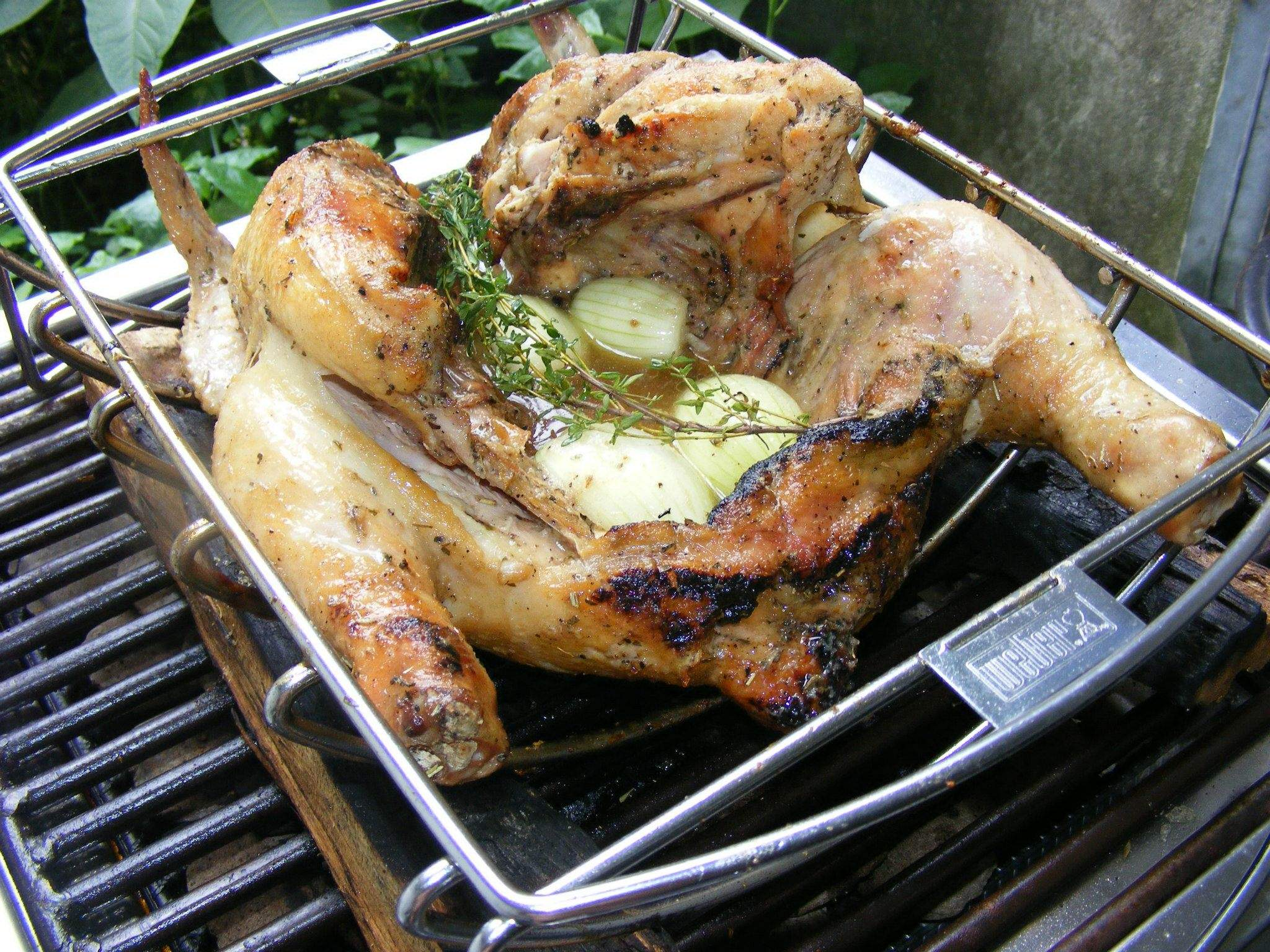
Pollo asado a la parrilla de gas en Costa Rica.

En México, Argentina, Uruguay, Bolivia, Chile, Colombia, Costa Rica, Ecuador, Paraguay, Perú, Honduras, Venezuela y España se entiende por asado no solo al método de cocción, sino también a la parrillada, el acto social de comer carnes (blancas y rojas) o choripanes. Además tanto en Argentina como en Uruguay también se conoce como asado a la tira de asado, el corte de carne que es el ingrediente principal de esta comida. En varios de estos países las parrilladas o asados incluyen también achuras y embutidos.
La parrilla requiere de un espacio abierto. En Argentina, Paraguay y Uruguay es frecuente que las parrillas estén ubicadas bajo un cobertizo o quincho, donde se guardan los utensilios para preparar el asado y sirve además como lugar para comer. También hay lugares especializados en pueblos que se dedican solo a las parrilladas, posicionandose como un acto turístico en sí mismo.
El asado es plato nacional en Argentina, Chile, Paraguay y Uruguay. También es típico en el sur y en el este de Bolivia y el sur de Brasil, en especial Río Grande del Sur, Santa Catarina, Paraná y Mato Grosso do Sul y el norte de México (donde se lo prepara de forma muy distinta al de la barbacoa). En Colombia es tradicional especialmente en el centro del país.

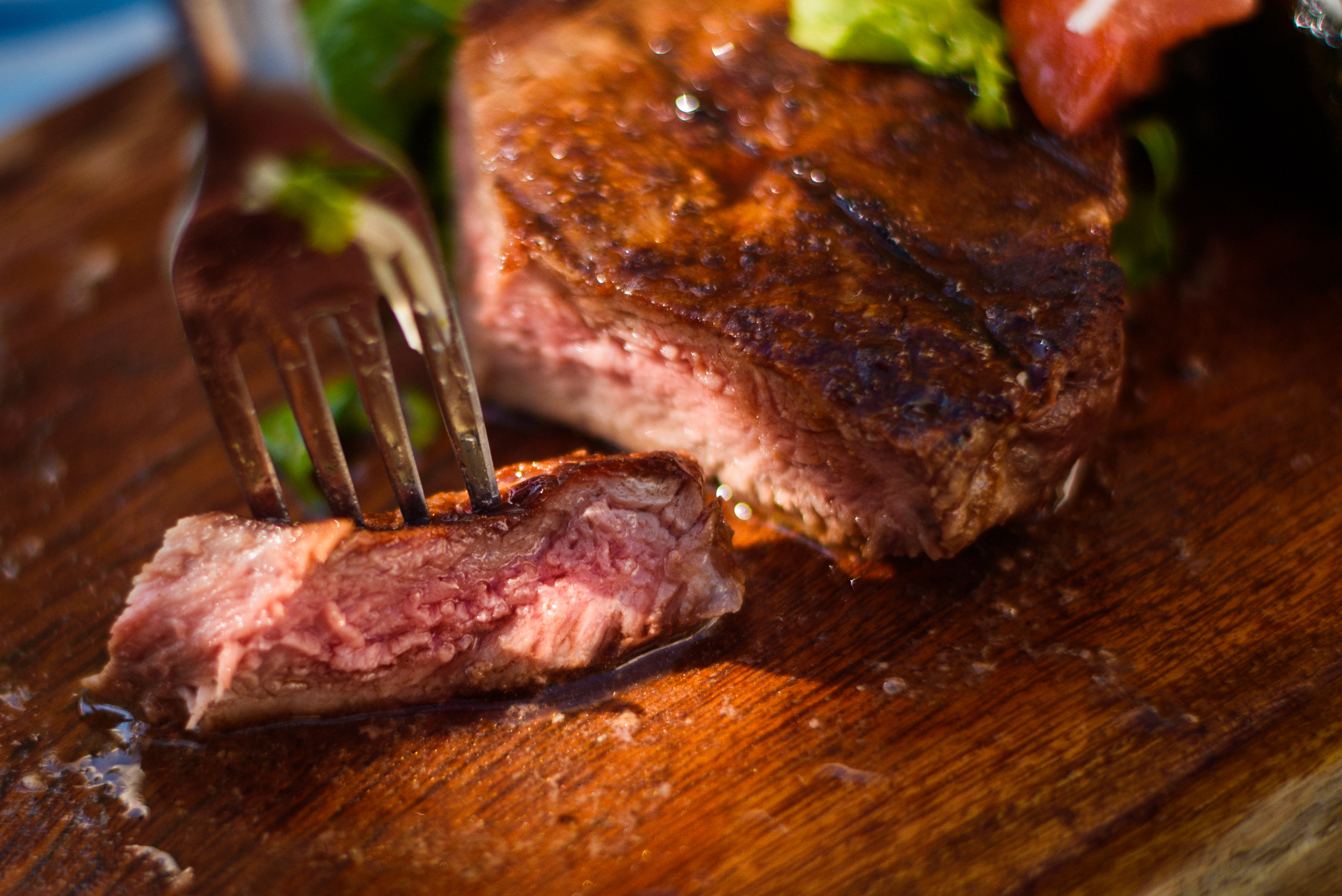
Bife de chorizo "A punto"

El encargado de preparar el asado es el asador, autodidacta o profesional, quien cuida el punto de cocción y que la carne no se «arrebate» (no se cocine demasiado rápido) y que quede cocida según el punto deseado por los comensales. El gusto típico es por la carne «a punto», cocido por fuera y un poco menos asado por dentro. Si el asado es con hueso, se coloca primero este lado.
Generalmente el asado se come acompañado con diversos tipos de ensaladas, como por ejemplo la ensalada rusa.
Aunque en el artículo parrillada se incluyan a los asados del Cono Sur, es frecuente en el Cono Sur llamar parrillada a las carnes y achuras cocidas y aún tibias en pequeños parrillas portátiles (casi equivalentes a los grills estadounidenses, si bien con mayor ventilación, lo que evita que los alimentos se impregnen de gases tóxicos y pierdan su sabor). Estas parrillas suelen usarse en restoranes, donde se sirven en las mesas. Estas parrilladas incluyen también provoletas (una variante argentina del queso provolone) y vegetales como papas y batatas (boniatos).

### Alemania

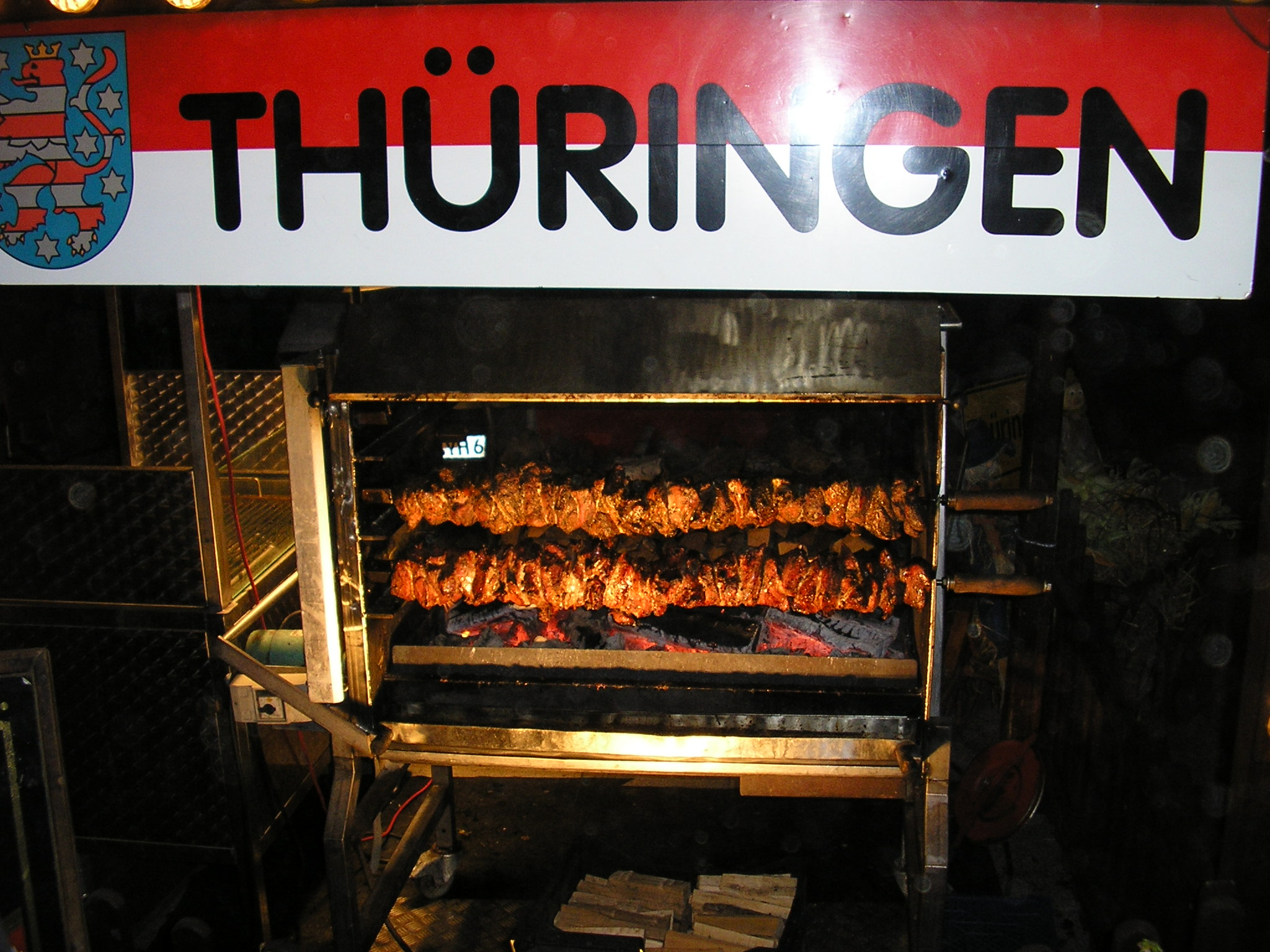
Carne asada de cerdo.

La modalidad de cocinar la carne a las brasas mediante espadas que giran es también propia de ciertas regiones de Alemania, como por ejemplo, la Turingia. La carne normalmente es de cerdo o pollo.

### Argentina

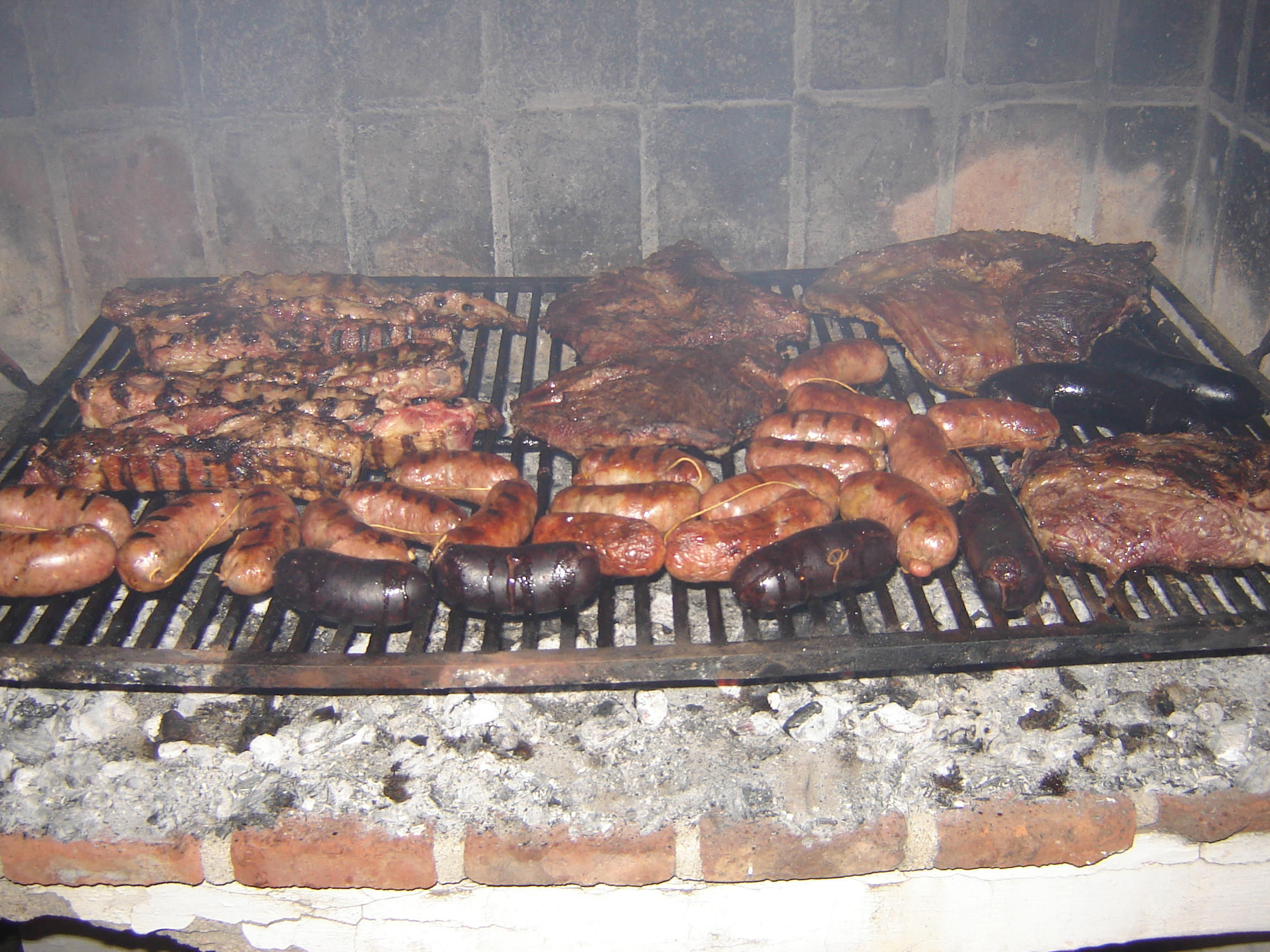
Asado a las brasas: costillas, chorizos, morcilla, vacío, tapa de asado.

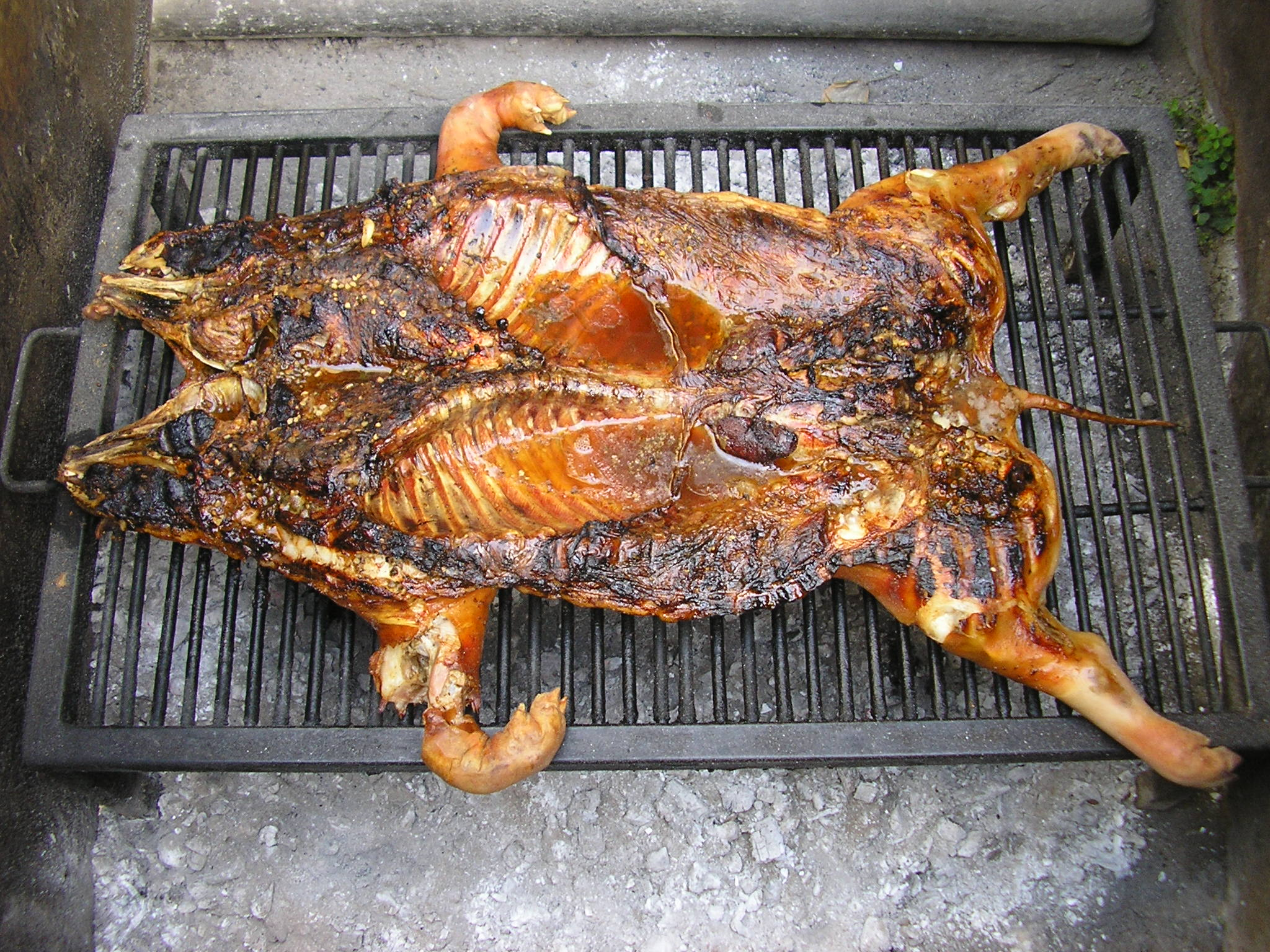
Lechón a la parrilla.

Los tradicionales habitantes del campo, los gauchos, son especialistas en la elaboración del «asado a la cruz», «asado al asador» o «asado a la estaca», esto es, las porciones de carne colgadas en un asador de hierro que se clava en la tierra alrededor de un fogón de leña. Un asado correctamente preparado requiere varias horas de fuego y trabajo. El modo de comerlo aceptado en estas regiones es «al pan», en el que solo se utiliza el pan para tomar la carne y un facón para cortarla. También se come «al plato» con cuchillo y tenedor.
Los cortes más comunes son la costilla («tira de asado») y el vacío. En las ciudades, la forma de preparación es menos rústica.  Es muy común el uso del carbón vegetal para generar un rápido fuego en la zona este de la Argentina. Los asadores más reconocidos se oponen a las parrillas con tapa por considerar que alteran el normal proceso de cocción.
También es típico el «cordero a la estaca» o «cordero a la cruz» (un cordero entero clavado en un armazón de hierro en forma de «I», a la que se le suele llamar «cruz»), tradicional de la región de la Patagonia, el lechón y el asado con cuero (una vaca entera, a la que no se le ha quitado el cuero). En regiones costeras, sobre todo en Tierra del Fuego, se suele hacer pescados y mariscos a la parrilla.
También en la región patagónica se utiliza el llamado chulengo, que es un tambor de combustible de 200 litros cortado al medio en forma longitudinal, al que se le adosan bisagras y una parrilla en su interior.
Si bien los asados más conocidos se realizan con carnes de vaca, cordero y chivito (cabrito), debe recordarse la frase citada en el Martín Fierro: «Todo bicho que camina va a parar al asador», puede añadirse: «Todo bicho que camina, nada o vuela va a parar al asador». En efecto, son frecuentes, sobre todo en el Litoral argentino, asados de pescado (pacú, dorado, boga, surubí, pirá pytá o salmón de río, corvina, etc), así como forman parte de la gastronomía folclórica del gaucho los asados de mulita, peludo, ñandú, yacaré (considerablemente consumido aún en el Nordeste de Argentina) y puma (aunque esta última carne sea muy insólita).

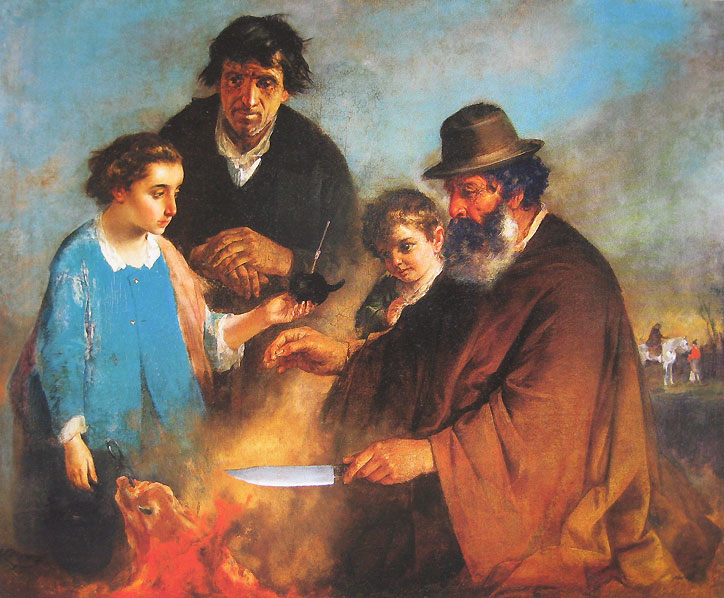
El asado (1888), pintura realizada por Ignacio Manzoni en la cual se observa a un gaucho argentino repartiendo el asado.

El parrillero es el encargado de preparar el asado y solo él puede manipular la carne o mantener el fogón. El parrillero suele arrojar sal gruesa a las brasas para que el gas del carbón se consuma y no afecte a la carne.
Es preferible el carbón de madera dura. En Argentina, los mejores carbones se obtienen en el Nordeste, donde se preparan con cortes de quebracho, que se apilan para formar un conjunto compacto de madera, que se cubre luego con barro. Como la cubierta de barro impide la correcta oxigenación, la madera se carboniza sin arder totalmente, y ocurre un proceso muy lento de carbonización que suele durar varios días. Una vez finalizado, el carbón vegetal, de color negro, se embolsa para su despacho. El mejor carbón no lanza chispas ni hace ruido al quebrarse. El carbón no debe transmitir gusto a la carne, sino más bien, ésta al desprender su propia grasa derretida que cae sobre las brasas, genera al quemarse una especie de ahumado, muy particular, que le da al asado su gusto característico. En zonas del interior argentino, y en especial en zonas rurales, el asado se suele cocinar con leña (siendo muy apreciada la de quebracho).

#### Preparación

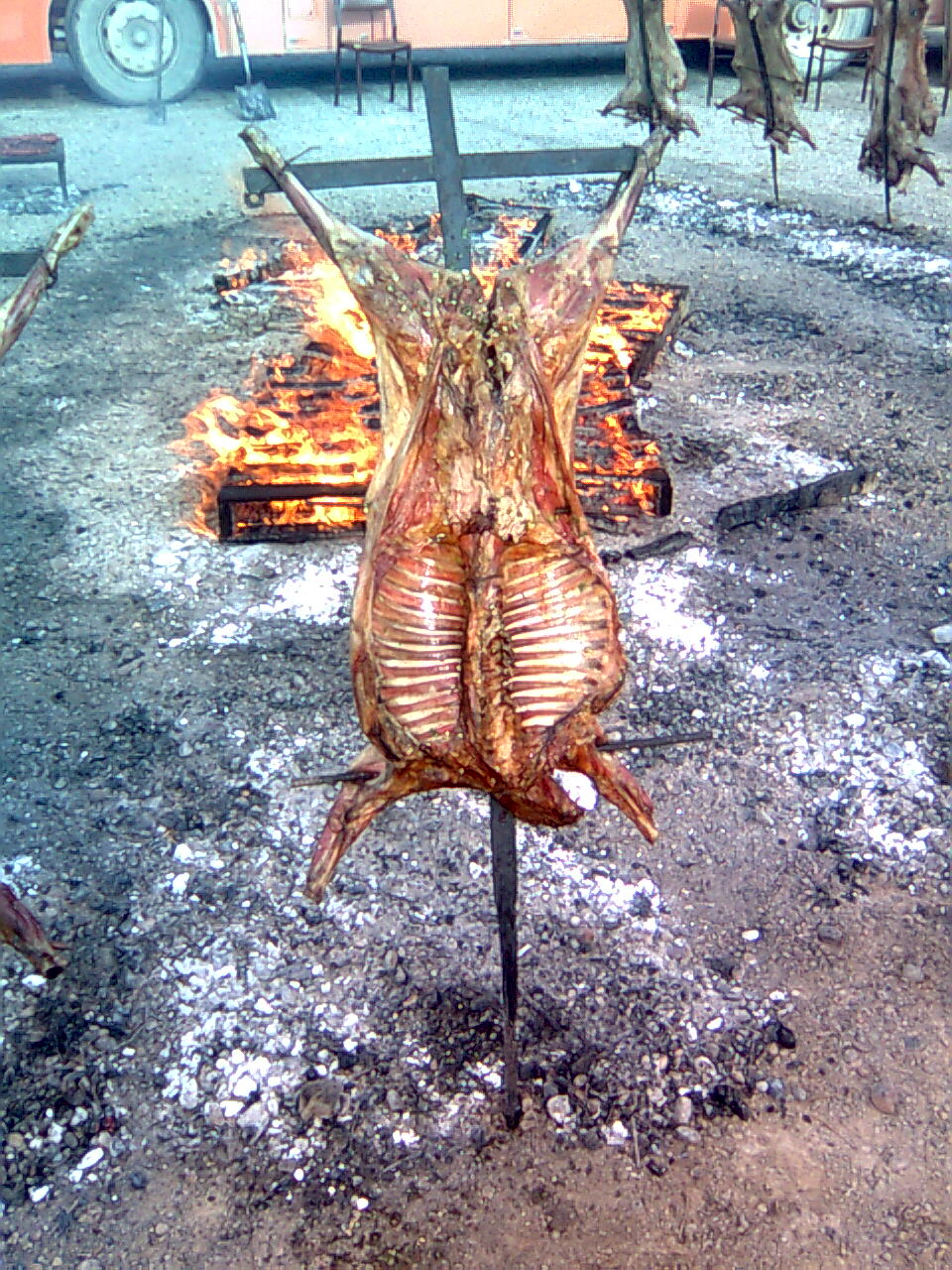
Cordero asado al estilo patagónico en la provincia de Santa Cruz, Argentina

Si el asado no es «a la cruz», en el que la carne es sostenida por una armazón vertical, o en una «mantera», entonces se usa una parrilla. En Argentina las parrillas muchas veces son de grandes dimensiones y tienen rejas bastante espaciadas. Muchas veces se reemplazan por elásticos (de hierro) de camas, muy usados en los tradicionales «asados de obra» preparados por los obreros de las obras de construcción al mediodía.
Una vez que se hizo el fuego, se distribuyen uniformemente las brasas debajo del emparrillado y se deja que el hierro tome temperatura. Luego se coloca la carne sobre la parrilla.
No hay un método establecido para preparar asado sino que cada asador puede hacerlo a su manera. Petrona C. de Gandulfo, reconocida por muchos como la mejor cocinera y chef argentino de todos los tiempos, escribió en uno de sus libros: 

«para hacer un buen asado, el secreto está en conseguir una buena carne. Una vez hecho el fuego y teniendo las brasas, colóquese la carne con la grasa hacia abajo, y déjese hasta que se aprecie cierto grado de cocción en la mitad inferior de la carne. Luego dese vuelta la carne, y cocínese hasta que la carne esté lista».

El momento de «dar vuelta la carne» está dictado más bien por la experiencia del asador, al igual que la altura del emparrillado y la cantidad de brasas. El tiempo de cocción también depende de si la carne tiene poca grasa («asado flaco») o mucha («asado gordo»). En tal sentido, algunas parrillas hogareñas ya tienen incorporado el mecanismo para levantar o bajar a voluntad el emparrillado. En el campo, se suele improvisar con casi cualquier cosa el emparrillado, y por lo general se lo monta sobre ladrillos, piedras o trozos de madera para darle la altura deseada sobre las brasas.
En ciertos festejos tradicionales argentinos, como por ejemplo la marca del ganado con hierro candente (yerra), se suele preparar asado para todos los asistentes en parrillas de varios metros de largo donde se acomodan decenas de kilos de carne.
La carne se corta en sentido perpendicular a la costilla, de ahí sale el «costillar». La buena costilla tiene grasa en ambos lados, y carne en el medio sin laminillas de grasa en la carne roja. Si la carne tiene laminillas de grasa en su parte roja, esto indicaría el uso de hormonas de crecimiento en el animal, conocidas como «anabólicos» que se hallan prohibidas en las zonas de producción, en este caso es probable que se tenga ese sector de carne endurecida.
Normalmente, las costillas se cortan en tiras de unos 5 a 8 cm de ancho llamadas «tira de asado». También se acostumbra colocar la carne conocida como «vacío» un corte en la región abdominal del animal, que se coloca sobre el emparrillado en un solo trozo.
El bife de chorizo es una parte carnosa pegada al costillar del animal y se corta en rodajas de unos 4 a 5 cm de espesor. Este mismo corte, cortado transversalmente, es conocido en la provincia de Buenos Aires.
En un típico asado argentino, además de la carne, se cocinan chorizos, morcillas, salchichas parrilleras y achuras como chinchulines, tripa gorda, mollejas, ubre de vaca, riñónes y criadillas (testículos de toro). A veces se agregan también carne rellena (como podría ser una marucha rellena tipo bolsillo) y chinchulín de cordero trenzado. En zonas de la Pampa Húmeda, especialmente en la Ciudad Autónoma de Buenos Aires y en su área metropolitana, suelen asarse quesos provoletas, verduras surtidas y brochettes.
El aderezo tradicional es el chimichurri, una salsa fría picante. En el campo bonaerense y patagónico, suele usarse la salmuera (preparada con agua, sal gruesa y dientes de ajo pelados), que se añade a la carne una vez que ha sido asada o cuando está a media cocción.
Suele acompañarse de vino tinto, por ejemplo Malbec, Cabernet Sauvignon o Merlot.

#### Modalidades

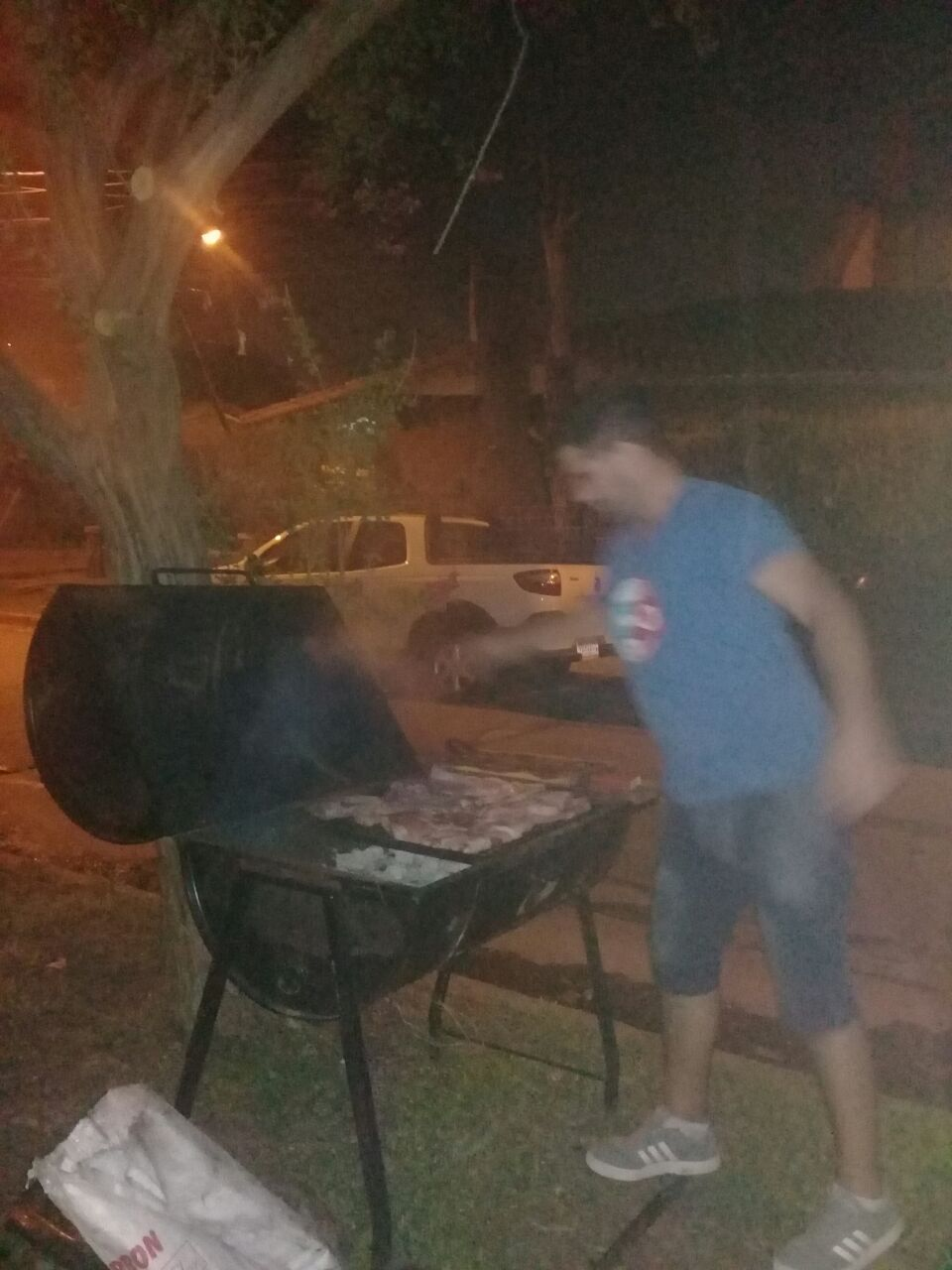
El chulengo es un tambor de combustible cortado al medio, para proteger al fuego de los vientos.

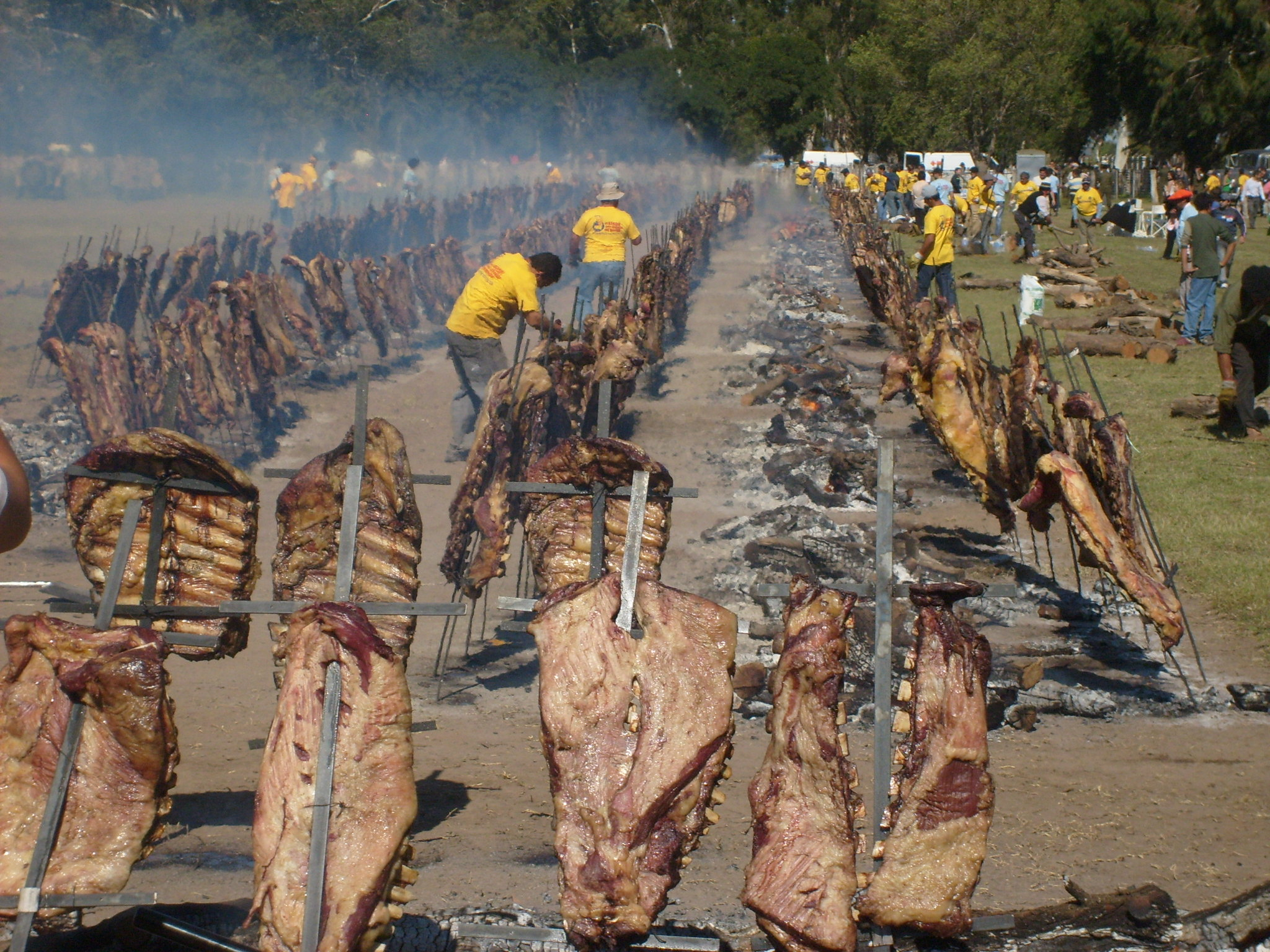
Asado al estilo patagónico

Aunque el asado más típico se hace sobre parrillas al aire libre, también se llaman asados las carnes cocinadas sobre parrillas y brasas dentro de recintos cerrados (por ejemplo hornos de barro). Un modelo de estas versiones es el «asado en chulengo», típico del sector extraandino de la Patagonia. El chulengo es un implemento similar a un horno hecho con un tambor de petróleo (o un recipiente similar) dispuesto generalmente de modo horizontal sobre un caballete y con una rudimentaria chimenea. Aunque parece un horno, más que concentrar y refractar el calor tiene por función principal proteger el fogón y las carnes de los fuertes vientos. Se denomina así porque su silueta se asemeja a la de la cría del guanaco, llamada chulengo.
El asado argentino se compone casi siempre en su totalidad de carne vacuna, en comparación con otros asados típicos, como por ejemplo el uruguayo, que puede llevar carne de pollo o de cerdo.
Tras 1947 ha sido típico de las grandes ciudades argentinas el asado a la obra, llamado así porque los obreros de las obras en construcción lo realizaban prácticamente en las veredas (aceras) al mediodía, usando «elásticos» (armazones metálicos) de camas como parrillas. Esta costumbre cayó en desuso a partir de la segunda mitad de los años 1970 y el encarecimiento de la carne vacuna a partir de 1969 y su etapa de «vedas de carne».
Aunque usualmente los asados argentinos suelen ser abundantes, es frecuente hacer una entrante llamada «la previa», que consta de una ligera picada.

#### Sociología
El asado argentino ha sido reservado en su preparación a los varones; las mujeres por lo general se dedican a la preparación de las ensaladas que suelen acompañar a los asados. Si el asado no es expedido en locales comerciales o para el turista, casi siempre implica un acto de encuentro social; los asados menos abundantes suelen ser los consuetudinarios domingueros que puede tener una familia, sin embargo se destacan los grandes asados que reúnen a muchas personas (principalmente familias y amistades).
Hacia principios del siglo XX, el asado ya estaba establecido como tradicional en el campo de la región pampeana, pero no había sido adoptado por la élite aristocrática porteña, que prefería la cocina francesa a la que consideraba más «refinada». La publicación del primer libro de cocina argentino, «El cocinero práctico argentino» de Antonio Gonzaga en 1931, ha sido considerada cabal para la aceptación del asado por las élites porteñas y su subsecuente exaltación como epítome de la cocina argentina.
El «asado a la obra», es decir el asado realizado aproximadamente al mediodía en las obras de construcción de edificios y otros trabajos similares es típico de Argentina. Se encuentra descripto en al artículo número 33 de la Convención colectiva de trabajo N° 76/75 de la UOCRA que indica: «En cada sitio de trabajo, y en lugares adecuados, la empresa habilitará locales higiénicos y techados con su respectiva parrilla para los obreros que almuercen en los mismos. Cuando la cantidad de obreros que almuercen supere la de veinticinco, la empresa designará un ayudante, acordándose tres (3) horas pagas, quien se encargará de atender la parrilla y la limpieza del local».

### Brasil
En Brasil, el asado es comúnmente llamado churrasco, incluye carnes vacuna, de cerdo y pollo y también de pez, y es habitual que vaya acompañado de piezas de chorizo criollo (linguiça). Los restaurantes especializados se denominan «churrascarías». Una modalidad característica es el churrasco al espeto, en la cual la carne es atravesada por un hierro largo, que se coloca a poca distancia de las brasas, con el fin de girar la carne sobre sí misma a medida que se va cociendo.
Muchos de los restaurantes de carnes asadas utilizan el sistema rodizio, donde la carne se asa en espiedos que se llevan a la mesa, otras veces se sirven en platos, a las piezas, personalmente, sin llevarse los espiedos a la mesa o churrascaria (carnes a la espada). Además de la picanha (o picaña) a la parrilla.
En Brasil, el asado, llamado barbacoa (churrasco), se refiere a toda carne asada a la parrilla o directamente en el suelo, al estilo conocido como fuego molido o fuego al piso (fogo de chão en portugués), casi siempre en brochetas grandes, en la región sur, y a la parrilla en otras regiones.
Para el fuego, el uso del carbón vegetal es el más común, por la practicidad y facilidad de compra, pero los más tradicionalistas defienden el uso de la leña. También existen parrillas con otras fuentes de calor, como las que usan gas o resistencias eléctricas.
El condimento varía según el gusto y la costumbre local, y puede ser simplemente sal gruesa o refinada, hasta las fórmulas más elaboradas. Con mucho, se prefiere la carne de res, pero también se aprecian mucho la carne de cerdo, oveja, cerdo, aves, así como los embutidos, como las salchichas.

### Chile

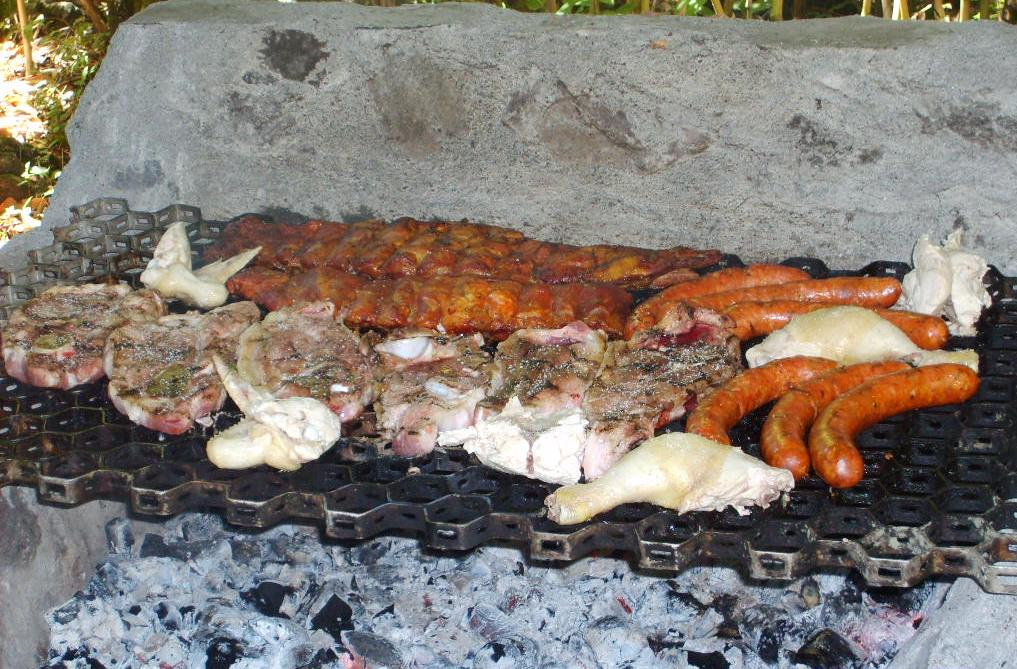
Típico asado chileno: carne de res, cerdo, pollo y longanizas de Chillán.

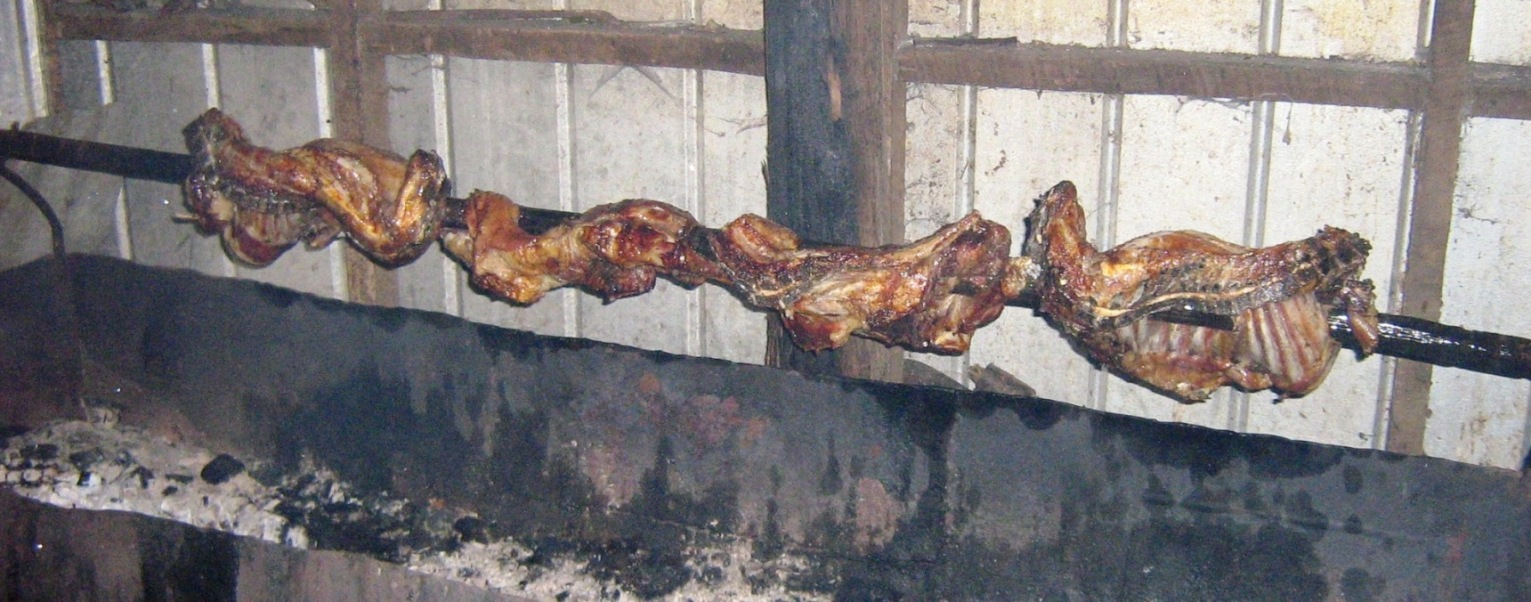
Asado de cordero al palo.

En el norte y centro-sur de Chile  el asado suele prepararse con carne de vaca que sea de clasificación «V» o «A», también se usa pulpa de cerdo, trozos de pollo, chorizo, prietas, salchichas, longanizas y, con menor frecuencia, las entrañas del animal y las criadillas.
Para mejorar el sabor a la carne, cuando el carbón está quemándose se lo rocía con sal para que ésta suba con el calor del fuego lentamente. De igual manera a la carne se la puede rociar con cerveza o jugo de limón. El asado «al disco» se suele utilizar pero en muy poca medida.
Por lo general se lo suele acompañar con diferentes tipos de ensaladas, tales como la ensalada chilena o las papas mayo. Como condimento se usa el pebre, una salsa. Los niños lo acompañan con papas fritas y condimentos como kétchup o mayonesa.
En la zona sur y austral de Chile, suele preferirse la carne bovina u ovina, y en menor medida, la de cerdo y chivo. Este «asado al palo» puede ser «de vuelta y vuelta» (la forma habitual en la X Región), o «parado» (el modo común en la Patagonia), también llamado «chiporro» en Chile y «al asador» o «a la cruz» en Perú. En el primer caso se prepara colocando grandes trozos de carne ensartados en un asador de madera o de metal. La persona encargada debe girar lentamente el asador para que la carne se cocine de manera uniforme. Una vez cocido, se corta en trozos más pequeños y se sirve acompañado de papas y ensaladas. En cambio, el «asado parado» se hace con toda la canal (carcasa) del cordero puesta sobre un asador en forma de doble cruz ensartado casi verticalmente en el suelo. La carne se mantiene en su sitio sostenida por ganchos y alambre de fardos. Este último método de cocción demora más tiempo que los anteriores, pues se cocina la carne primero por un lado y luego se cambia de posición, proceso que tarda en total unas 3 horas. La carne preparada al horno también se llama asado en esta región.
El asado está muy vinculado a la vida social y se considera un acto de familia y chilenidad. Durante las fiestas del 18 de septiembre es típico comer asado a la parrilla o una variación que son los anticuchos, que son brochetas de carne a la parrilla.
Los cortes de vacuno más apreciados para el asado son lomo vetado, lomo liso, tapabarriga, punta de picana, abastero, asado de tira, asado carnicero, palanca, entraña, punta de ganso, plateada, asado de tira criollo, entrecot. Del cerdo se prefiere el costillar, solomillo, pulpa de chancho, entraña y lomo y del cordero, el costillar, piernas, filete y criadillas.

### China
El asado chino o Char siu, es el plato típico de China hecho a la parrilla.

### Chipre

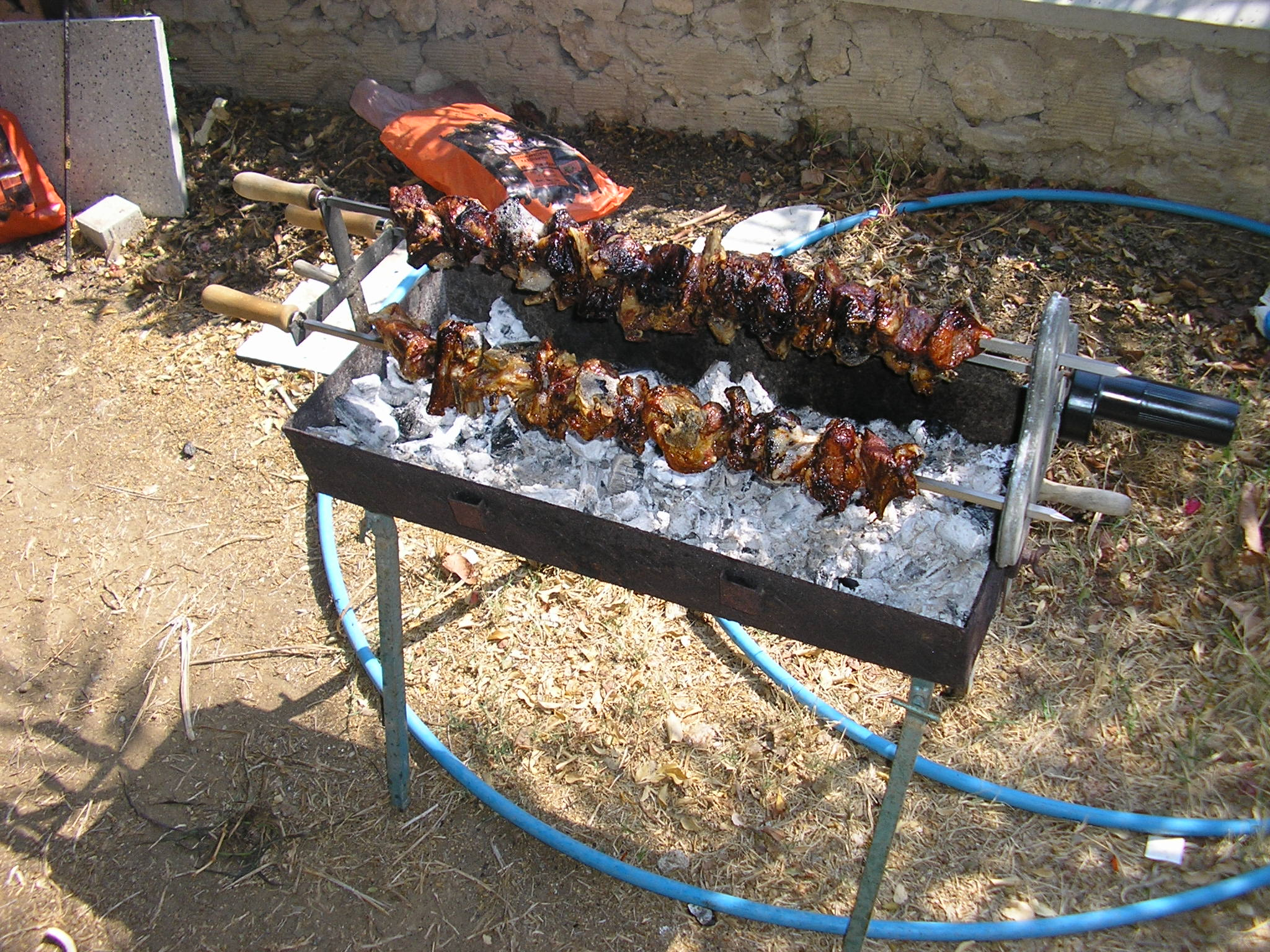
Modalidad grecochipriota de asar cordero, cabrito o pollo.

En la isla de Chipre, se utiliza un tipo de espada, la que insertada en un motorcito alimentado con baterías, gira los trozos de carne ensartada durante al menos una hora u hora y media. Esta modalidad, llamada Souvla (pronunciese súbla) en griego y similar al spiedo, deja la presa bien desgrasada y crocante.

### Colombia
Es común en el asado colombiano el uso de carne de res, generalmente se prefieren algunos cortes como chatas, punta de anca, lomo y solomillo, previamente marinados o sazonados. En ocasiones hay pollo y lomo o chuletas de cerdo. También, en ciertas regiones, son frecuentes los asados con carnes de otros orígenes como el cabrito en los santanderes, el chigüiro en las regiones de llano y el cuy (muy parecido al cuy chactao de la gastronomía peruana) en Nariño. El asado colombiano también suele incluir diferentes tipos de embutidos, algunos de ellos representativos de ciertas regiones del país como el chorizo santarrosano o la longaniza de Sutamarchán, entre otros; así como morcilla y chunchullo o chinchulín. Los acompañamientos constituyen una buena parte del asado típico colombiano y hacen de este una tradición culinaria diversa y rica en sabores; entre otros, se incluye guacamole, mazorca, yuca frita o cocida, plátano con queso y bocadillo, arepa y papa (pastusa, sabanera o criolla) que acostumbran maridarse con ají.

### Corea
El asado coreano o Güi, es el plato típico de Corea hecho a la parrilla.

### España

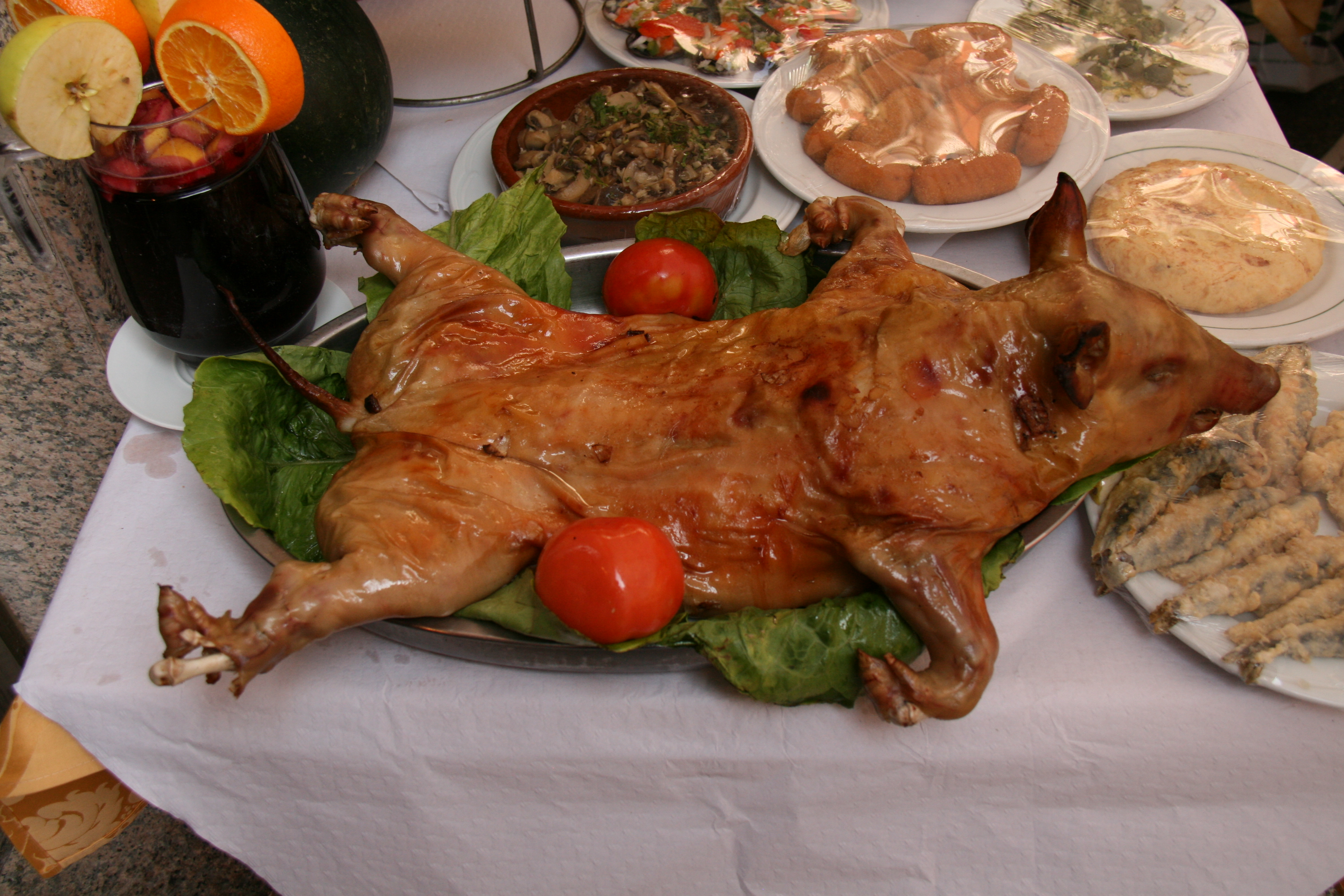
Cochinillo asado, plato típico de la cocina castellana.

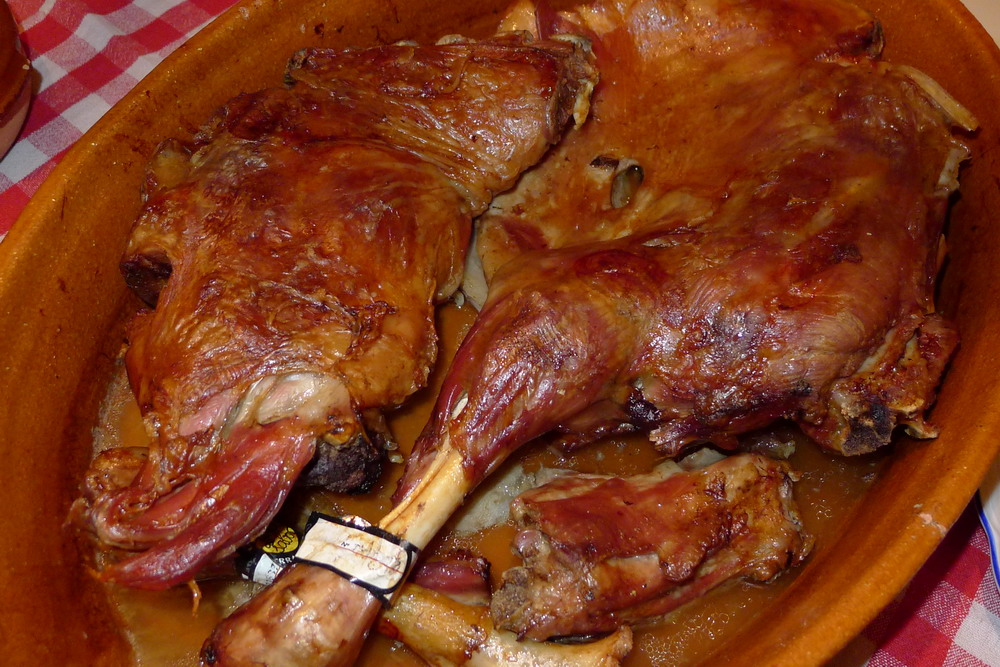
Lechazo asado, otro plato común.

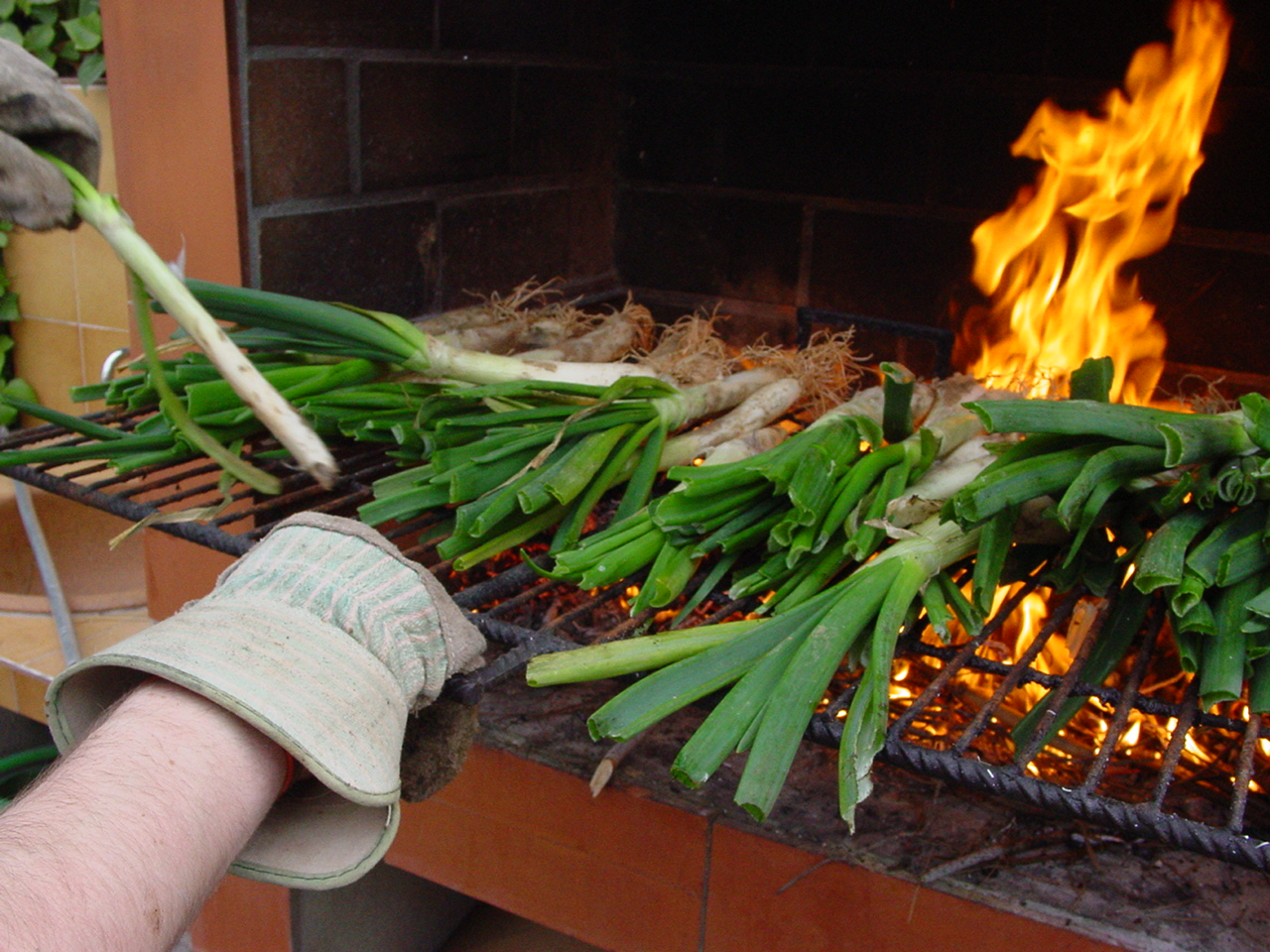
Calçots cocinándose sobre las brasas en una calçotada.

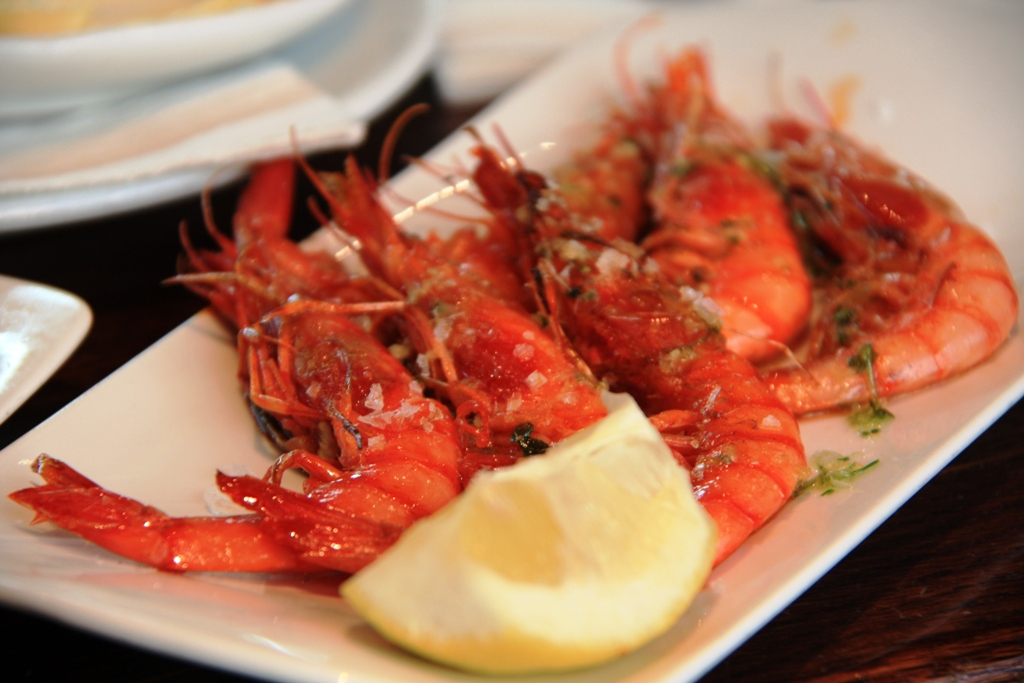
Unas gambas a la plancha.

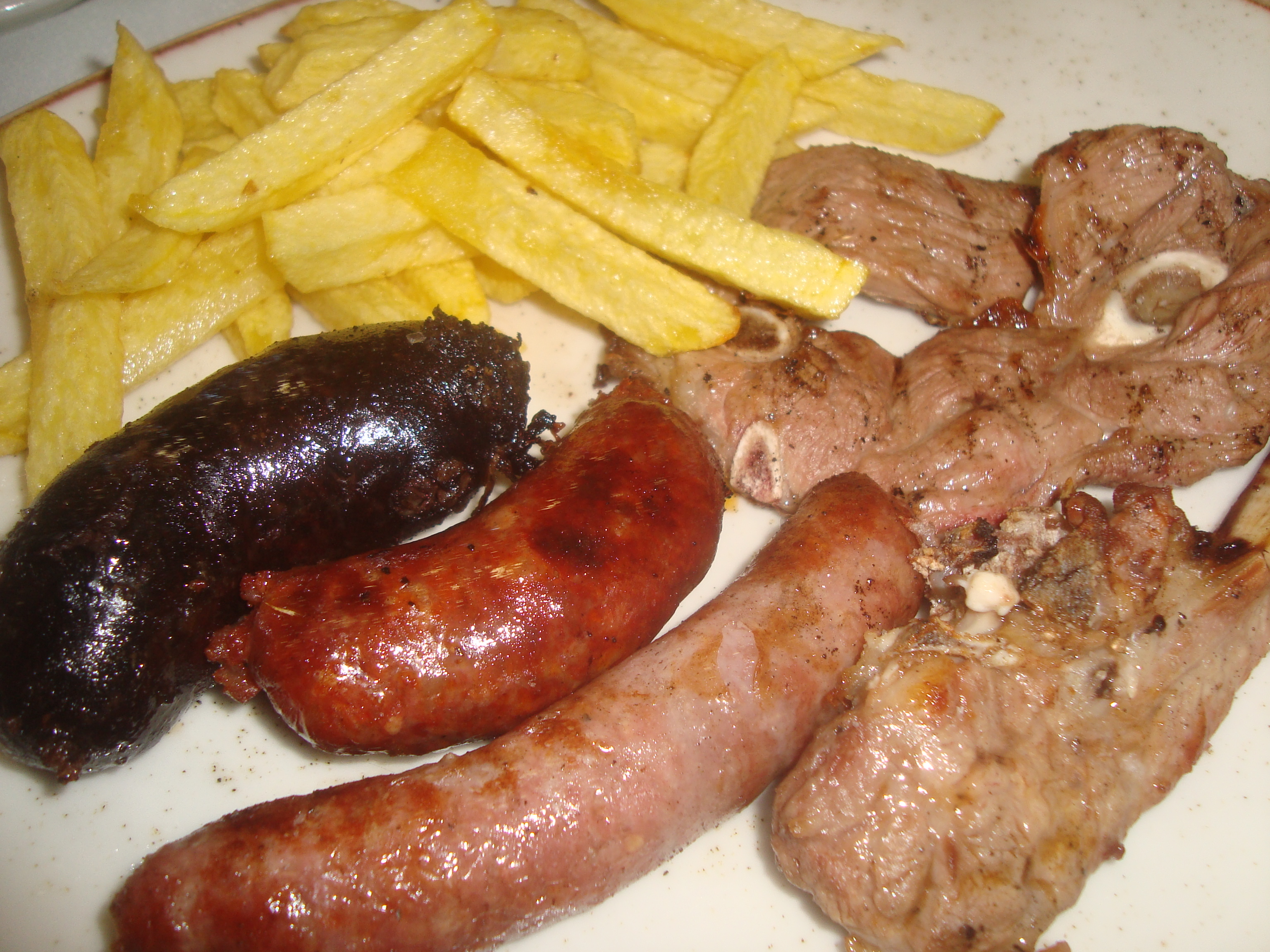
Carne de cordero del Maestrazgo y embutidos asados a la brasa de leña (España).

En España es habitual el empleo de diversas técnicas de asado, la variedad de ingredientes sobre las que se aplica hace que existan diversas formas: en carnes, pescados y verduras/hortalizas. La tradición del asado en la historia culinaria española indica que las mejoras se aplicaban desde tiempos prehistóricos y que se perfeccionaron posteriormente durante el periodo andalusí medieval, así como en la zona cristiana en la Reconquista. La historia culinaria hispana durante esa época árabe recibió los conocimientos del asado mediante el horno de pan, así como la elaboración de pinchos y espetos diversos realizados al aire libre. Algunos autores e investigadores culinarios de la gastronomía hispana definen en la cocina española una extensa área central y específica denominada: la «zona de los asados», que coincide generalmente con las Castillas (en lo que se denomina el asado castellano). Este tipo de asado de carne se centra en variedades ovinas y porcinas de tierna edad: el lechazo. Un ejemplo de uso gastronómico de los asados castellanos se encuentra en la cocina madrileña, con tradición popular desde que el rey Felipe II instaurara su corte en la villa. Esta popularidad del asado se ha centrado en ciertas regiones de Gastronomía de Castilla y León, donde resulta frecuente el asado de subproductos de la matanza del cerdo.
Este tipo de asados se establece en el interior de la península ibérica debido a la tradición trashumante (cuyos orígenes se remontan al siglo XII en el denominado Concejo de la Mesta) suele ser habitual el asado de carnes como puede ser cordero (ejemplos: lechazo castellano, ternasco aragonés, cordero lechal), el cabrito asado, cochinillo asado y en alguna ocasión vacuna, siendo poco habitual por regla general el empleo de carne de buey. También suele asarse distintas carnes de caza. En algunos lugares de La Rioja se suele elaborar un plato de chuletas de cordero asadas en brasas de sarmientos de vid, conocidas como chuletillas al sarmiento.
En Galicia, fruto del intercambio cultural de la emigración en Latinoamérica, es muy común la celebración de la churrascada como evento sociocultural festivo. Se prenden las brasas tras hacer arder madera, y se suele preparar con costilla de cerdo y piezas de ternera, así como con chorizos criollos. Se suele acompañar de pan tradicional y otros acompañamientos como pimientos de padrón y patatas fritas. La tradicional variedad de cortes de carne de res propia de Argentina y Uruguay no existe en el norte peninsular, substituyéndose habitualmente por la más común carne de cerdo.
En el terreno de asado de pescados existen diversas preparaciones, una de las más conocidas es la espetada de sardinas malagueña, en Madrid el besugo a la madrileña y otras preparaciones de pescado a la plancha. El pescado asado es tan popular que su consumo no solo se circunscribe a la costa, sino que también es posible encontrarlo en el interior. Técnicas similares al pescado pueden encontrarse en los mariscos, siendo las gambas y langostinos los más populares. El asado de los pescados también se puede encontrar a la sal, que consiste en envolver en una gruesa capa de sal marina ligeramente húmeda que se rompe y elimina al terminar la cocción. En el terreno de las verduras asadas (muy popular en las cocinas mediterráneas) se tienen diferentes muestras como en la cocina catalana, en la que por ejemplo se elaboran platos de asado de verduras, un ejemplo es la escalivada, así como la calçotada (costumbre muy popular de asar una especie de cebolleta). Algunas preparaciones con verduras asadas son muy populares a lo largo de la cocina española como puede ser los pimientos del piquillo, empleados como acompañamiento o como plato principal.
Entre las técnicas de asado una de las más populares es el asado de los alimentos en un horno de leña precalentado, que se preparan previamente sazonándolos de diversas formas. La porción a asar se utiliza en una sola pieza, y se suele untar con una capa de aceite de oliva o mantequilla, para que quede dorada, añadiendo algo de agua o caldo a la bandeja del horno para evitar que se reseque. El asado en España suele contener pocos aderezos y condimentos, siendo por regla general austeros. En raras ocasiones se realiza un marinado de los alimentos, siendo en la mayoría de las ocasiones un asado de alimentos frescos. En algunas recetas de asado de carne se añaden tomates, cebollas o cualquier otra hortaliza. A media preparación, se riega con el jugo resultante, se sala y se le da vuelta, para conseguir una cocción uniforme. Es frecuente igualmente el asado rotisserie, sobre todo de aves como pollos, perdices o codornices.
Aparte del empleo del horno, en algunas regiones de España es habitual el denominado asado a la plancha (es decir sobre una superficie metálica caliente), el asado a la plancha suele cubrir ciertos alimentos como pueden ser los mariscos: gambas a la plancha, los calamares a la plancha, los chopitos etc. Entre las preparaciones más populares de carne de cerdo a la plancha se encuentra la oreja de cerdo a la plancha, o pinchos morunos. Por regla general, este tipo de asado suele servirse como una tapa. Es frecuente también la denominada barbacoa cuando se usa una parrilla directamente sobre brasas de carbón empleada igualmente, no solo sobre carne, sino pescados, mariscos y verdura. En todos los casos suele acompañarse de una ensalada de hortalizas crudas y vino tinto. El asado es habitual en ciertas celebraciones públicas.

### Japón
El Yakiniku, es el plato típico de Japón hecho a la parrilla.

### México

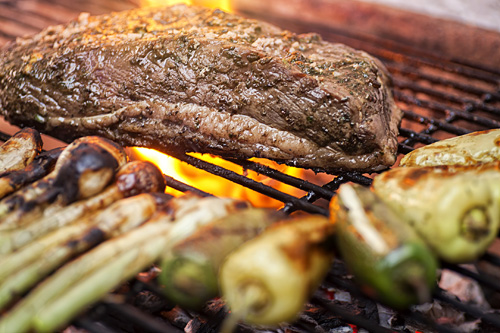
Carne asada mexicana.

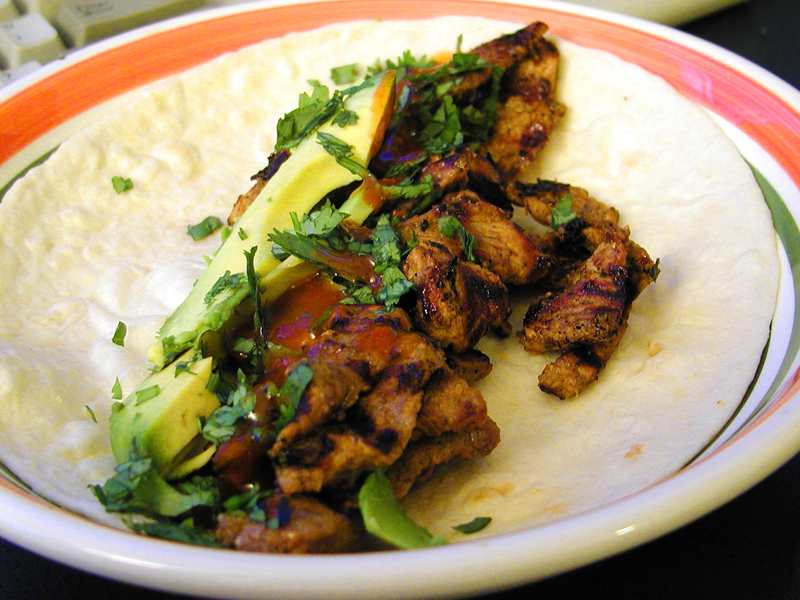
Tacos de carne asada.

La carne asada (como se la llama en este país) es una comida habitual. La carne de res se cocina en una parrilla a carbón (generalmente de mezquite) o leña y se sirve en tortillas de trigo («tacos de carne asada»). También se acostumbran las quesadillas rellenas de queso tipo gouda, Chihuahua o Oaxaca.
Se suele acompañar con diversas salsas picantes, cebollines, guacamole y cebollas asadas. Se bebe cerveza y, en ocasiones, vino, aunque no es tan popular. Existen diferentes formas de marinar la carne, dependiendo cada uno de la región del país en donde se prepara; uno de los preferidos es el lomo de res marinado con sal y jugo de limón. Aficionados y profesionales de la carne asada suelen preparar la carne asada dependiendo del tipo de corte que se esté por preparar, así, cada uno representa un marinado específico.
En Puerto Vallarta, México, se celebra anualmente el Vallarta Grill Festival, un evento dedicado a la cultura del asado y la parrilla. Este festival reúne a expertos parrilleros y aficionados para compartir técnicas de cocina, degustar una variedad de platillos a la parrilla y disfrutar de actividades complementarias. El Vallarta Grill Festival ofrece a los asistentes la oportunidad de explorar diferentes estilos de asado y saborear la diversidad culinaria que ofrece la región occidental del país.

### Mongolia
El Khorkhog, es el plato típico de Mongolia hecho a la parrilla.

### Paraguay
El asado en Paraguay se remonta antes de la era colonial donde los guaraníes cazaban animales silvestres y usaban una técnica llamada en guaraní (mbichy) o asado a la estaca, con el tiempo, con la llegada de los españoles, el asado se hizo sumamente popular y es consumido en todo el país en eventos familiares o sociales. Generalmente se prepara en una parrilla con fuego a carbón o leña, aunque también se usa la estaca con leña, especialmente en el departamento de Misiones, en el sur. Los últimos tiempos la carne Paraguaya se ha destacado por su calidad y sabor, y eso lo llevó a participar en varias competencias internacionales logrando los primeros lugares y en algunos casos ganadores, participando en torneos organizados por la Asociación Mundial del Asado (WBQA).
Los cortes de carne más habituales son la tira de costilla, el cuadril y el vacío, que es acompañado con variedad de embutidos, pollo, sopa paraguaya, mandioca o yuca y ensaladas. A nivel comercial cada vez son más los parrilleros o cocineros que acostumbran a deleitar a los apasionados del asado, con varios cortes a la parrilla ingresando a nivel gurmé como por ejemplo matambre, peceto o filete, bife, paleta, entre otros.

Cabe destacar que en el año 2008 el juez del GUINNESS WORLD RECORDS, el británico Ralph Hannah, registró en Paraguay un récord mundial del asado más grande al aire libre con el consumo de 26.715 kilos de carne y más de 50.000 comensales en el evento solidario denominado «Todo bicho que camina...» que se llevó a cabo en el predio de la Rural. El vicepresidente de la República de Paraguay, Dr. Federico Franco y el anfitrión, titular de la Rural del Paraguay, Dr. Juan Néstor Núñez, verificando la carne asada más grande del mundo. 

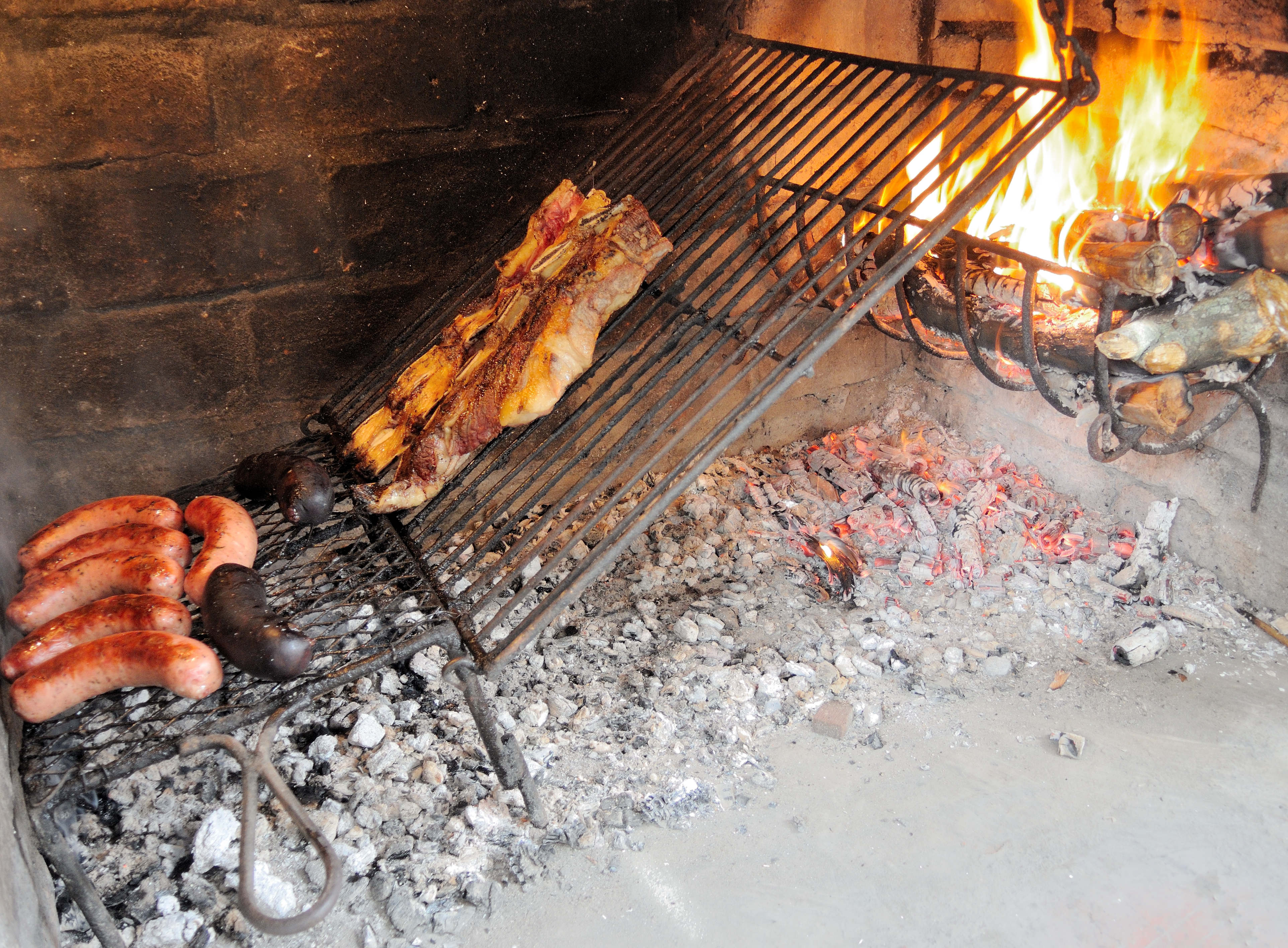
Asado uruguayo en un típico parrillero familiar.

### Uruguay

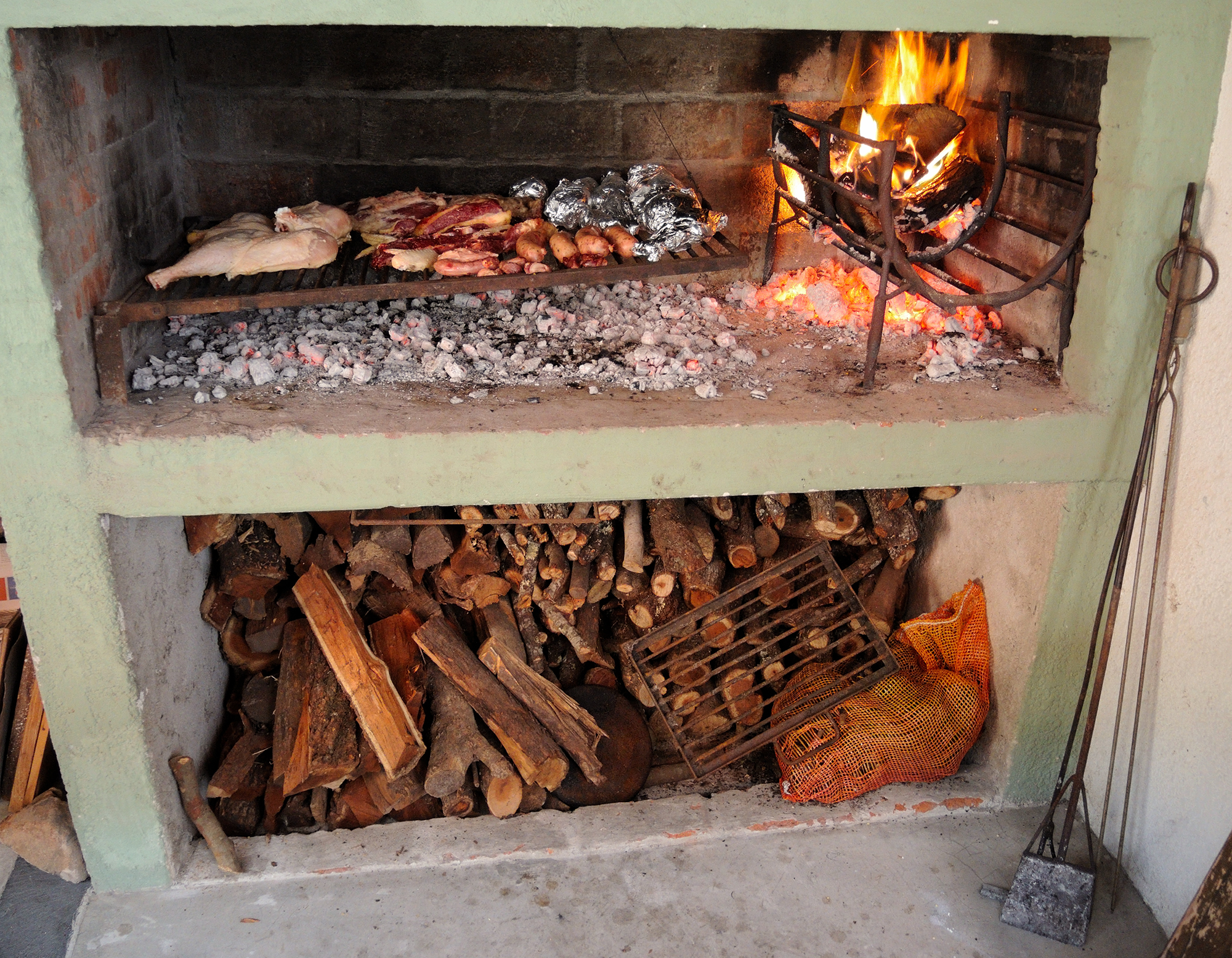
Parrillero completo, típica construcción en muchas casas uruguayas: la parrilla encima y debajo hay un depósito para la leña.

El asado uruguayo se caracteriza por no usar carbón, ya que en cambio para hacer el fuego y las brazas se utiliza leña seca.
Los ingredientes de un asado uruguayo son carne vacuna (falda, pulpón, asado de tira, entraña) embutidos como chorizo, salchichas parrilleras, morcillas dulces y saladas, los chorizos bombón y achuras como los chinchulines, choto, mollejas, riñones, las criadillas, corazón y ubre de vaca. También pueden incluirse otros tipos de carnes festivos como lechón, cordero, pescado (especialmente la corvina negra) y pollo, vegetales y otras preparaciones como pamplonas (pulpa de cerdo o pollo arrollada y rellena dentro de tela vacuna), morrones rellenos y papas al plomo.  Como aderezo se usa la salsa criolla, el adobo y el chimichurri.
Es costumbre que se suela acompañar el asado junto con una picada que a la vez hace de entrada y también variedad de ensaladas, como ensalada rusa o ensalada mixta de lechuga tomate y cebolla.

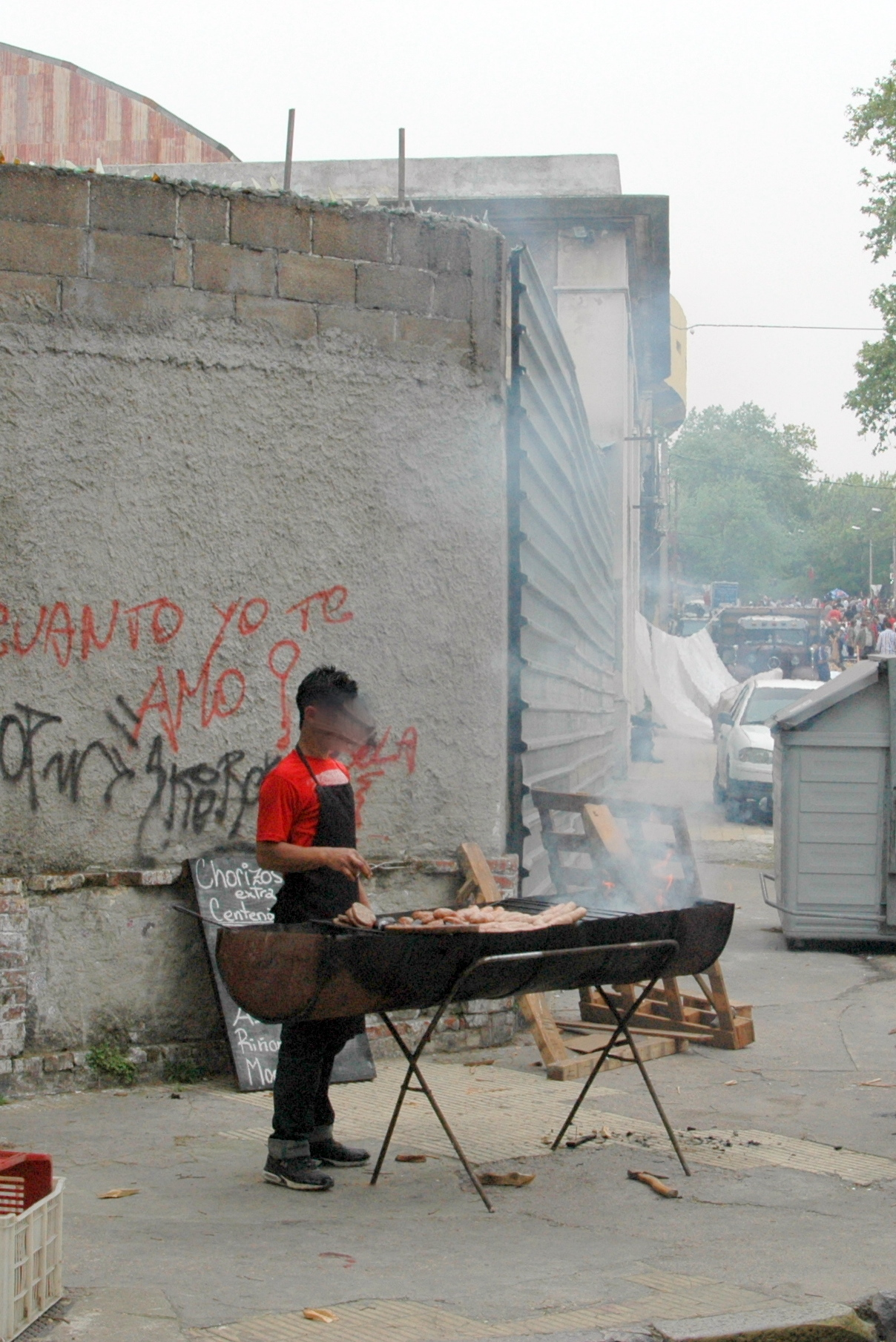
Hombre preparando asado en un medio tanque para la venta en la Feria de Tristán Narvaja.

En las ciudades y los barrios es frecuente encontrar improvisadas parrillas callejeras que preparan el asado al mediotanque, esto es asado preparado en una parrilla que se llama medio tanque, gráficamente un tanque partido por la mitad en sentido longitudinal y convertido en parrilla. Estas parrillas son centros de reunión de las clases populares y también fuente de ingresos extra cuando esta actividad se realiza con fines de venta callejera.
Otra modalidad de asado muy extendida, sobre todo en el campo es el asado con cuero, costumbre india y criolla de preparar el asado sin retirar el cuero del animal.
Entre las clases obreras y de la construcción suele apreciarse que el asado de obra tiene un sabor especial (que se atribuye a la leña con restos de portland).

### Venezuela
En Venezuela son muy populares los restaurantes de carne en vara. Otros restaurantes especialistas de carnes ofrecen el famoso churrasco Santa Bárbara. También es muy común en este país el realizar parrilladas los días domingo o en ocasiones especiales en los hogares.
El nombre asado en este país hace referencia a la elaboración de un corte cilíndrico de carne de res (llamado muchacho redondo), el cual se acompaña con algún tipo de salsa. El más conocido es el llamado asado negro.

## Tipos de asados
La forma de exponer los alimentos a una fuente de calor seca hace que existan diversas formas de asado.

### Asado en cenizas
Utilizado en la época moderna para la cocción de vegetales mediterráneos y con una densidad o carnosidad menor ya que las cenizas solo pueden cocer porciones pequeñas y con densidad ósea menor sin dañar los nutrientes de esta, este método es considerado dificultoso ya que el exceso en el uso de las cenizas puede causar un mal sabor.

### Rotisserie
La rotisserie es un estilo de asar carne en un pincho giratorio frente a una fuente de calor. La rotación hace que el asado sea homogéneo y que se vaya cocinando la pieza en sus propios jugos a medida que va girando. Esta forma de asar es la empleada en la elaboración del pollo a la brasa.

## El asado más grande
Uruguay es el actual poseedor del récord Guinness a «el asado más grande del mundo». El récord fue batido el domingo 10 de diciembre de 2017 en Minas (Lavalleja, Uruguay), con 16 toneladas de carne asada. Para su realización se utilizaron más de 60 000 kilos de leña y participación de más de 300 cocineros voluntarios.
El récord anterior pertenecía a Argentina, donde fueron asadas 13 toneladas de carne de vaca en General Pico, el domingo 20 de marzo de 2011. Argentina, a su vez, le había arrebatado el título a Uruguay, que lo había conseguido por primera vez en 2008, cuando se asaron 12 toneladas en Montevideo.

### Mayor consumo de carne al aire libre
Todo bicho que camina fue un proyecto impulsado por el periodista paraguayo Humberto Rubín el 26 de octubre de 2008. Consistía en romper el récord del «mayor consumo de carne al aire libre en menos de 8 horas», cuyo mérito pertenecía al Lancaster Club Chicken de Pensilvania, Estados Unidos, donde el 18 de mayo de 1996 se había consumido la mayor cantidad de carne en el mundo, unos 21 740 kilos.
«Todo bicho que camina» no solo tenía como fin conseguir el récord Guinness, sino además beneficiar a la «Fundación Kuña Aty», una entidad que protege a las mujeres víctimas de la violencia familiar, y a la «Fundación Asoleu», que protege a los niños y niñas con cáncer. Por tan solo 15 000 guaraníes (3 dólares según cotización mayo de 2009) una sola persona podía comer toda la cantidad de carne que quisiera.
El juez del Libro Guinness de los Récords en Paraguay, Ralph Hannah, afirmó 2 horas antes de lo previsto que se había logrado un nuevo récord mundial. En menos de 6 horas se comieron 36 141 kilos de asado. Al mega evento asistieron más de 50 000 comensales, 3 000 voluntarios, 10 000 policías, 700 organizadores y 100 periodistas.
El lema «todo bicho que camina» hace alusión al poema nacional argentino Martín Fierro, donde este personaje canta: «Todo bicho que camina / va a parar al asador».